# Jリーグの外国籍選手一覧
Jリーグの所属クラブごとの外国籍選手一覧。
- クラブ在籍中に日本に帰化した場合は、帰化後に在籍したクラブには記載しない。
- クラブ名横の「*」マークは現在Jリーグ非加盟のクラブ。また、クラブがJリーグ非加盟のシーズンにのみ在籍した選手は記載しない。

## 北海道

### 北海道コンサドーレ札幌
- DF ペレイラ (1996年-1998年、 ブラジル)
- MF マラドーナ (1997年-1998年、 アルゼンチン)
- FW バルデス (1997年-1998年、 パナマ)
- MF バウテル (1998年、 ブラジル)
- MF クレーベル (1999年、 ブラジル)
- MF アシス (1999年、 ブラジル)
- FW リカルジーニョ (1999年、 ブラジル)
- MF ビジュ (1999年-2002年、 ブラジル)
- FW ジネイ (1999年、 ブラジル)
- MF アウミール (2000年、 ブラジル)
- FW エメルソン (2000年、 ブラジル)
- FW ウィル (2001年・2003年、 ブラジル)
- MF アダウト (2001年、 ブラジル)
- DF マクサンドロ (2002年、 ブラジル)
- FW ロブソン (2002年、 ブラジル)
- FW バーヤック (2002年、 ユーゴスラビア)
- MF ジャディウソン (2002年、 ブラジル)
- MF ホベルッチ (2003年、 ブラジル)
- MF ベット (2003年、 ブラジル)
- MF ビタウ (2003年、 ブラジル)
- FW アンドラジーニャ (2003年、 ブラジル)
- MF ウリダ (2003年、 オランダ)
- MF 徐暁飛 (シュ・シャオフェイ) (2005年、 中国)
- FW デルリス (2005年、 パラグアイ)
- FW フッキ (2006年、 ブラジル)
- MF セバスティアン (2006年、 アルゼンチン)
- DF ブルーノ・クアドロス (2007年、 ブラジル)
- FW ダヴィ (2007年-2008年、 ブラジル)
- MF カウエ (2007年、 ブラジル)
- FW イタカレ (2007年、 ブラジル)
- MF 鄭容臺 (チョン・ヨンデ) (2007年-2008年、 韓国)
- MF アルセウ (2008年、 ブラジル)
- FW ノナト (2008年、 ブラジル)
- MF クライトン (2008年-2009年、 ブラジル)
- FW アンデルソン (2008年、 ブラジル)
- FW エジソン (2008年、 ブラジル)
- FW キリノ (2009年-2010年・2012年、 ブラジル)
- FW ハファエル (2009年、 ブラジル)
- MF ダニルソン (2009年、 コロンビア)
- DF 趙晟桓 (チョウ・ソンファン) (2009年-2010年、 韓国)
- MF 朴鎭琇 (パク・ジンス) (2010年、 韓国)
- MF 李漢宰 (リ・ハンジェ) (2010年、朝鮮)
- GK 李昊乗 (イ・ホスン) (2011年-2014年、 韓国)
- DF チアゴ (2011年、 ブラジル)
- MF ブルーノ (2011年、 ブラジル)
- MF アンドレジーニョ (2011年、 ブラジル)
- FW ジオゴ (2011年、 ブラジル)
- FW レモス (2011年、 ブラジル)
- DF ジェイド・ノース (2012年、 オーストラリア)
- DF ジュニーニョ (2012年、 ブラジル)
- DF 金載桓 (キム・ジェファン) (2012年、 韓国)
- MF ハモン (2012年、 ブラジル)
- FW テレ (2012年-2013年、 ブラジル)
- DF パウロン (2013年-2015年、 ブラジル)
- DF 趙成眞 (チョ・ソンジン) (2013年、 韓国)
- FW フェホ (2013年、 ブラジル)
- FW レ・コン・ビン (2013年、 ベトナム)
- MF ヘナン (2014年、 ブラジル)
- FW 丁成勳 (チョン・ソンフン) (2014年、 韓国)
- MF ステファノ (2014年、 インドネシア)
- GK 具聖潤 (ク・ソンユン) (2015年-2020年・2023年、 韓国)
- MF イルファン (2015年-2016年、 インドネシア)
- MF ニウド (2015年、 ブラジル)
- FW ナザリト (2015年、 コロンビア)
- MF マセード (2016年-2017年、 ブラジル)
- FW ヘイス (2016年-2018年、 ブラジル)
- MF ジュリーニョ (2016年-2018年、 ブラジル)
- MF 金眠泰 (キム・ミンテ) (2017年-2021年、 韓国)
- MF チャナティップ (2017年-2021年、 タイ)
- FW ジェイ (2017年-2021年、 イングランド)
- MF ルーカス・フェルナンデス (2019年-2023年、 ブラジル)
- FW アンデルソン・ロペス (2019年-2021年、 ブラジル)
- FW ドウグラス・オリヴェイラ (2020年-2022年、 ブラジル)
- GK カウィン (2020年、 タイ)
- FW ウーゴ・ヴィエイラ (2020年、 ポルトガル)
- FW ガブリエル (2021年、 ナイジェリア)
- FW ミラン・トゥチッチ (2021年-2023年、 スロベニア)
- FW ガブリエル・シャビエル (2022年、 ブラジル)
- MF スパチョーク (2022年-、 タイ)
- FW 金健熙 (キム・ゴンヒ) (2022年-2025年、 韓国)
- MF フランシス・カン (2024年-、 ガーナ)
- FW ジョルディ・サンチェス (2024年-、 スペイン)
- DF 朴玟奎 (パク・ミンギュ) (2024年-、 韓国)
- FW アマドゥ・バカヨコ (2024年-、 シエラレオネ)
- FW キングロード・サフォ (2024年-、 ガーナ)
- FW マリオ・セルジオ (2025年-、 ブラジル)

## 東北

### ヴァンラーレ八戸
- GK 高東民 (ゴ・ドンミン) (2020年、 韓国)
- FW 金弘淵 (キム・ホンヨン) (2020年、朝鮮)
- FW オリオラ・サンデー (2023年-2024年、 ナイジェリア)
- MF ターレス (2025年、 ブラジル)

### いわてグルージャ盛岡*
- MF 鄭薫聖 (チョン・フンソン) (2015年、 韓国)
- FW 金弘淵 (キム・ホンヨン) (2017年、朝鮮)
- DF 楊帆 (ヤン・ファン) (2017年、 中国)
- DF 呂薛安 (ロ・セツアン) (2018年、 中国)
- MF 陳運華 (チン・ウンカ) (2018年、 中国)
- FW 余善文 (ヨ・ゼンブン) (2018年、 中国)
- FW 高天語 (ガオ・テンイウ) (2019年-2020年、 中国)
- DF 黄鑫鵬 (ファン・シンポン) (2019年-2020年、 中国)
- MF ヴァンデルソン (2020年、 ブラジル)
- MF モレラト (2020年-2022年、 ブラジル)
- FW ブレンネル (2020年-2022年、 ブラジル)
- FW モライス (2020年、 ブラジル)
- DF ビスマルク (2021年-2022年、 フィリピン)
- MF オタボー・ケネス (2021年-2024年、 ナイジェリア)
- FW 韓勇太 (ハン・ヨンテ) (2021年-2022年、 北朝鮮)
- MF 張鉉洙 (チャン・ヒョンス) (2022年-2023年、 韓国)
- FW 金宗旻 (キム・ジョンミン) (2022年、 韓国)
- FW クリスティアーノ (2022年-2023年、 ブラジル)
- DF 李栄直 (リ・ヨンジ) (2023年、朝鮮)
- MF アオ・チョン(2023年、 香港)
- FW ドウグラス・オリヴェイラ (2023年、 ブラジル)
- GK キム・ソンゴン (2024年-、 韓国)
- DF 柳世根 (リュウ・セグン) (2024年-、朝鮮)
- DF イ・ビョンチャン (2024年、 韓国)
- MF キム・ジェヨン (2024年、 韓国)
- FW シラス (2024年-、 ブラジル)

### ベガルタ仙台
- DF ドゥバイッチ (1997年-1999年、 ユーゴスラビア)
- MF ニクソン (1999年、 コロンビア)
- MF パウロ・エンリケ (1999年、 ブラジル)
- DF リカルド (2000年-2002年、 ブラジル)
- FW ロドリゴ (2000年、 ブラジル)
- FW マルコス (2001年-2004年、 ブラジル)
- MF ヴィエラ (2001年、 ブラジル)
- MF シルビーニョ (2002年-2005年、 ブラジル)
- DF ファビアーノ (2003年、 ブラジル)
- FW エデー (2003年、 ブラジル)
- DF マルケン (2003年、 ブラジル)
- FW ドッダ (2003年、 ブラジル)
- FW 金殷中 (キム・ウンジュン) (2003年、 韓国)
- DF ガスパル (2004年、 スロバキア)
- DF セドロスキー (2004年、 北マケドニア)
- FW ファビオ・ヌネス (2004年、 ブラジル)
- MF 梁勇基 (リャン・ヨンギ) (2004年-2019年・2022年-2023年、 北朝鮮)
- FW バロン (2005年、 ブラジル)
- FW シュウェンク (2005年、 ブラジル)
- FW ボルジェス (2006年、 ブラジル)
- MF ロペス (2006年-2007年、 ブラジル)
- MF チアゴ・ネーヴィス (2006年、 ブラジル)
- MF ジョニウソン (2007年、 ブラジル)
- FW ウィリアン (2007年、 ブラジル)
- FW フェリッペ (2007年、 ブラジル)
- MF レアンドロ (2007年、 ブラジル)
- MF ファビーニョ (2007年、 ブラジル)
- FW ナジソン (2008年、 ブラジル)
- DF エリゼウ (2009年-2010年、 ブラジル)
- FW マルセロ・ソアレス (2009年、 ブラジル)
- FW サーレス (2009年、 ブラジル)
- DF 朴柱成 (パク・チュソン) (2009年-2012年、 韓国)
- MF フェルナンジーニョ (2010年、 ブラジル)
- FW レイナルド (2010年、 ブラジル)
- FW 朴成鎬 (パク・ソンホ) (2010年、 韓国)
- DF 曺秉局 (チョ・ビョングク) (2011年、 韓国)
- MF マックス (2011年、 ブラジル)
- FW マルキーニョス (2011年、 ブラジル)
- FW ディエゴ (2011年、 ブラジル)
- FW ウイルソン (2012年-2016年、 ブラジル)
- MF サッコーニ (2012年、 ブラジル)
- MF ヘベルチ (2013年、 ブラジル)
- MF ジオゴ (2013年、 ブラジル)
- MF マグリンチィ (2014年、 ニュージーランド)
- GK ヴコヴィッチ (2014年、 オーストラリア)
- MF ハモン・ロペス (2014年-2016年・2018年-2019年、 ブラジル)
- MF 金眠泰 (キム・ミンテ) (2015年-2016年、 韓国)
- MF パブロ・ジオゴ (2016年-2017年、 ブラジル)
- FW クリスラン (2017年、 ブラジル)
- GK 李潤旿 (イ・ユノ) (2017年-2018年・2020年、 韓国)
- DF ヴィニシウス (2017年、 ブラジル)
- FW ラファエルソン (2018年、 ブラジル)
- DF 金正也 (キム・ジョンヤ) (2018年-2020年、朝鮮)
- DF シマオ・マテ (2019年-2021年、 モザンビーク)
- FW ジオゴ・アコスタ (2019年、 ブラジル)
- GK ヤクブ・スウォビィク (2019年-2021年、 ポーランド)
- DF パラ (2020年、 ブラジル)
- MF イサック・クエンカ (2020年-2021年、 スペイン)
- FW アレクサンドレ・ゲデス (2020年、 ポルトガル)
- MF マルティノス (2021年、 オランダ、 キュラソー)
- FW エマヌエル・オッティ (2021年、 ガーナ)
- GK ストイシッチ (2021年-2022年、 セルビア)
- MF フォギーニョ（2021年-2023年、 ブラジル）
- FW フェリペ・カルドーゾ（2021年-2022年、 ブラジル）
- MF レアンドロ・デサバト（2022年、 アルゼンチン）
- DF 金太鉉 (キム・テヒョン) (2022年-2023年、 韓国)
- MF エヴェルトン (2023年、 ブラジル)
- FW 許熔埈 (ホ・ヨンジュン) (2023年、 韓国)
- DF マテウス・モラエス (2024年-、 ブラジル)
- FW エロン (2024年-、 ブラジル)
- FW グスタボ (2025年-、 ブラジル)

### ブラウブリッツ秋田
- MF 李根鎬 (イ・グノ) (2014年、 韓国)
- FW レオナルド (2014年-2015年、 ブラジル→日本)
- MF アグスティン・オルテガ (2015年、 アルゼンチン)
- FW カイオ (2016年、 ブラジル)
- DF 韓浩康 (ハン・ホガン) (2016年-2020年、朝鮮)
- FW 呉大陸 (ゴ・ダイム) (2016年、 韓国)
- GK ルカ・ラドティッチ (2025年-、 セルビア)

### モンテディオ山形
- FW ムタイル (1999年、 ナイジェリア)
- MF バウテル (1999年、 ブラジル)
- DF アラン (1999年、 ブラジル)
- MF ジェフェルソン (2000年、 ブラジル)
- MF エドウィン (2000年、 カメルーン)
- FW ワシントン (2000年、 ブラジル)
- FW アレッシャンドレ (2003年、 ブラジル)
- MF ニヴァウド (2003年、 ブラジル)
- FW デーニ (2004年、 ブラジル)
- DF レオナルド (2004年-2009年、 ブラジル)
- FW チッコ (2005年、 ブラジル)
- MF 李鍾民 (イ・ジョンミン) (2006年、 韓国)
- FW レアンドロ (2006年、 ブラジル)
- DF ドグラス (2006年、 ブラジル)
- FW グスタヴォ (2007年、 ブラジル)
- FW リチェーリ (2008年、 ブラジル)
- MF アンドレ・シルバ (2009年、 ブラジル)
- MF 金秉析 (キム・ビョンスク) (2009年-2010年、 韓国)
- FW ジャジャ (2009年、 ブラジル)
- FW ファグネル (2009年、 ブラジル)
- MF 韓東元 (ハン・ドンウォン) (2010年、 韓国)
- MF 金根煥 (キム・クナン) (2010年、 韓国)
- DF ウーゴ (2011年、 ブラジル)
- FW マイコン (2011年、 ブラジル)
- MF ブランキーニョ (2012年、 ブラジル)
- MF ロメロ・フランク (2013年-2015年、 ペルー→日本)
- MF 金範容 (キム・ボムヨン) (2013年-2015年、 韓国)
- DF 李周泳 (イ・ジュヨン) (2013年-2014年、 韓国)
- MF ペーニャ (2013年、 ウルグアイ)
- MF ディエゴ (2014年-2016年、 ブラジル)
- MF アルセウ (2015年-2016年、 ブラジル)
- FW ディエゴ・ローザ (2016年、 ブラジル)
- DF 李済丞 (イ・ジェスン) (2016年-2017年、 韓国)
- DF 韓浩康 (ハン・ホガン) (2016年、朝鮮)
- DF 具本赫 (ク・ボンヒョク) (2016年-2017年、 韓国)
- DF ジャイロ・ロドリゲス (2018年、 ブラジル)
- MF アルヴァロ・ロドリゲス (2018年-2019年、 ブラジル)
- FW フェリペ・アウベス (2018年、 ブラジル)
- FW ブルーノ・ロペス (2018年、 ブラジル)
- FW ジェフェルソン・バイアーノ (2019年、 ブラジル)
- DF ホドルフォ (2019年、 ブラジル)
- GK 閔盛俊 (ミン・ソンジュン) (2020年-2021年、 韓国)
- FW ヴィニシウス・アラウージョ (2020年-2021年、 ブラジル)
- GK ビクトル (2021年、 スペイン)
- FW ルリーニャ (2021年、 ブラジル)
- MF マルティノス (2021年、 オランダ、 キュラソー)
- MF チアゴ・アウベス (2022年-2023年、 ポルトガル)
- FW デラトーレ (2022年-2023年、 ブラジル)
- GK トーマス・ヒュワード=ベル (2025年-、 オーストラリア)
- FW ベカ・ミケルタゼ (2025年-、 ジョージア)

### 福島ユナイテッドFC
- MF 金功青 (キム・コンチョン) (2009年-2017年、 韓国)
- FW 金弘淵 (キム・ホンヨン) (2013年-2016年、朝鮮)
- FW ロドリゴ (2015年-2016年、 ブラジル)
- DF パウロン (2016年、 ブラジル)
- FW アレックス (2016年-2017年、 ブラジル)
- MF ヘナン (2017年、 ブラジル)
- MF ニウド (2017年-2018年、 ブラジル)
- DF サントス (2018年、 ブラジル)
- GK 李潤旿 (イ・ユノ) (2019年、 韓国)
- GK 金旻準 (キム・ミンジュン) (2019年-2020年、 韓国)
- FW イスマイラ (2019年-2021年、 ナイジェリア)
- FW トカチ (2020年-2021年、 ドイツ、 トルコ)
- FW ガブリエル (2021年、 ナイジェリア)
- FW サイモン (2021年-2022年、 ナイジェリア)

### いわきFC
- MF ネルソン・エンリケ (2023年、 ブラジル)
- GK ジュ・ヒョンジン (2024年-、 韓国)
- DF パク・ジュンヨン (2024年、 韓国)
- DF ヒョン・ウビン (2024年-、 韓国)
- FW 金賢祐 (キム・ヒョンウ) (2025年-、 韓国)

## 関東

### 鹿島アントラーズ
- FW ミルトン (1991年-1992年、 ブラジル)
- MF ジーコ (1991年-1994年、 ブラジル)
- MF カルロス (1992年-1993年、 ブラジル)
- MF ヘジス (1992年-1993年、 ブラジル)
- MF サントス (1992年-1995年、 ブラジル)
- FW アルシンド (1993年-1994年、 ブラジル)
- FW エジーニョ (1994年、 ブラジル)
- MF レオナルド (1994年-1996年、 ブラジル)
- DF モーゼル (1995年-1996年、 ブラジル)
- MF ジョルジーニョ (1995年-1998年、 ブラジル)
- FW マジーニョ (1995年-1999年、 ブラジル)
- MF カルボーネ (1996年、 ブラジル)
- MF ロドリゴ (1996年-1997年、 ブラジル)
- MF ビスマルク (1997年-2001年、 ブラジル)
- DF リカルド (1998年-1999年、 ブラジル)
- FW ベベット (2000年、 ブラジル)
- DF ファビアーノ (2000年-2002年、 ブラジル)
- DF アウグスト (2001年-2002年、 ブラジル)
- FW エウレル (2002年-2003年、 ブラジル)
- MF クラウデシール (2003年、 ブラジル)
- MF ダ・シルバ (2003年、 ブラジル)
- MF フェルナンド (2003年-2006年、 ブラジル)
- FW ファビオ・ジュニオール (2004年、 ブラジル)
- FW バロン (2004年、 ブラジル)
- MF アリ (2005年、 ブラジル)
- MF リカルジーニョ (2005年、 ブラジル)
- FW アレックス・ミネイロ (2005年-2006年、 ブラジル)
- MF ダ・シルバ (2006年、 ブラジル)
- DF ファビオ・サントス (2006年、 ブラジル)
- DF ファボン (2007年、 ブラジル)
- MF ダニーロ (2007年-2009年、 ブラジル)
- FW マルキーニョス (2007年-2010年、 ブラジル)
- MF マルシーニョ (2008年、 ブラジル)
- DF 朴柱昊 (パク・チュホ) (2009年、 韓国)
- DF ジウトン (2010年、 ブラジル)
- DF 李正秀 (イ・ジョンス) (2010年、 韓国)
- MF フェリペ・ガブリエル (2010年-2012年、 ブラジル)
- DF アレックス (2011年-2012年、 ブラジル)
- FW カルロン (2011年、 ブラジル)
- FW タルタ (2011年、 ブラジル)
- FW イゴール (2011年、 ブラジル)
- MF ドゥトラ (2012年、 ブラジル)
- MF レナト (2012年、 ブラジル)
- FW ジュニーニョ (2012年-2013年、 ブラジル)
- FW ダヴィ (2013年-2015年、 ブラジル)
- MF ジャイール (2014年、 ブラジル)
- MF ジョルジ・ワグネル (2014年、 ブラジル)
- MF ルイス・アルベルト (2014年、 ブラジル)
- MF カイオ (2014年-2016年、 ブラジル)
- FW ジネイ (2015年-2016年、 ブラジル)
- DF 黄錫鎬 (ファン・ソッコ) (2015年-2016年、 韓国)
- FW ファブリシオ (2016年、 ブラジル)
- DF ブエノ (2016年-2017年・2019年-2022年、 ブラジル)
- FW ペドロ・ジュニオール (2017年-2018年、 ブラジル)
- MF レアンドロ (2017年-2019年、 ブラジル)
- GK 權純泰 (クォン・スンテ) (2017年-2023年、 韓国)
- MF レオ・シルバ (2017年-2021年、 ブラジル)
- DF 鄭昇炫 (チョン・スンヒョン) (2018年-2019年、 韓国)
- MF セルジーニョ (2018年-2019年、 ブラジル)
- MF ファン・アラーノ (2020年-2022年、 ブラジル)
- FW エヴェラウド (2020年-2022年、 ブラジル)
- MF アルトゥール・カイキ (2021年-2023年、 ブラジル)
- MF ディエゴ・ピトゥカ (2021年-2023年、 ブラジル)
- DF 金眠泰 (キム・ミンテ) (2022年-2023年、 韓国)
- FW エレケ (2022年-2023年、 ナイジェリア)
- GK 朴義正 (パク・ウィジョン) (2023年-、 韓国)
- MF ギリェルメ・パレジ (2024年、 ブラジル)
- FW チャヴリッチ (2024年-、 セルビア)
- MF ミロサヴリェヴィッチ (2024年-2025年、 セルビア)
- MF ターレス・ブレーネル (2024年-、 ブラジル)
- DF 金太鉉 (キム・テヒョン) (2025年-、 韓国)
- FW レオ・セアラ (2025年-、 ブラジル)

### 水戸ホーリーホック
- MF ジョン・パウロ (2000年、 ブラジル)
- MF ペレス (2000年、 ブラジル)
- FW クレーベル (2000年、 ブラジル)
- MF 黄学淳 (ファン・ハクスン) (2001年-2002年、朝鮮)
- MF 安鮮鎮 (アン・スンジン) (2001年-2002年、 韓国)
- FW 申秉皓 (シン・ビョンホ) (2001年、 韓国)
- MF マルクス (2002年、 ブラジル)
- DF トゥーリオ (2003年、 ブラジル→日本)
- MF フランク (2003年、 チリ)
- MF パンチョ (2003年、 チリ)
- MF マルキーニョ (2004年-2006年、 ブラジル)
- FW デルリス (2005年、 パラグアイ)
- FW ファビオ (2005年、 ブラジル)
- MF 金東燦 (キム・ドンチャン) (2006年-2007年、 韓国)
- FW アンデルソン (2006年、 ブラジル)
- FW エジナウド (2007年、 ブラジル)
- MF ビジュ (2007年-2008年、 ブラジル)
- DF ブルーノ (2008年、 ブラジル)
- MF 朴柱昊 (パク・チュホ) (2008年、 韓国)
- MF 朴宗真 (パク・ジョンジン) (2008年、 韓国)
- MF 金泰橪 (キム・テヨン) (2009年、 韓国)
- MF 李強 (イ・カン) (2011年、 韓国)
- MF ロメロ・フランク (2011年-2012年・2016年、 ペルー→日本)
- DF 金龍起 (キム・ヨンギ) (2012年-2013年、 韓国)
- MF 黄周賢 (ファン・ジュヒュン) (2012年、 韓国)
- MF 尹英勝 (ユン・ヨンスン) (2014年-2015年、 韓国)
- FW オズマール (2014年、 ブラジル)
- MF 朴光一 (パク・カンイル) (2015年、 韓国)
- DF 宋株熏 (ソン・ジュフン) (2015年-2016年、 韓国)
- FW グエン・コンフォン (2016年、 ベトナム)
- DF 庾ロモン (ユ・ロモン) (2016年、 韓国)
- DF パウロン (2017年、 ブラジル)
- MF 權永秦 (クォン・ヨンジン) (2017年、 韓国)
- DF ジエゴ (2018年、 ブラジル)
- FW ジェフェルソン・バイアーノ (2018年、 ブラジル)
- FW ジョー (2018年-2019年、 ブラジル)
- GK カルバハル (2018年、 コスタリカ)
- FW 周余冶 (2019年、 中国)
- MF レレウ (2019年、 ブラジル)
- FW アレフ・ピットブル (2020年、 ブラジル)
- DF タビナス・ジェファーソン (2021年-2023年、 フィリピン)
- DF レオナルド・ブローダーセン (2022年、 ドイツ)

### 栃木SC
- MF 李鍾民 (イ・ジョンミン) (2009年、 韓国)
- FW 崔根植 (チェ・クンシク) (2009年-2011年、 韓国)
- FW レオナルド (2009年-2010年、 ブラジル→日本)
- MF 余孝珍 (ヨ・ヒョジン) (2010年、 韓国)
- FW リカルド・ロボ (2010年-2011年・2016年、 ブラジル)
- MF パウリーニョ (2010年-2013年、 ブラジル)
- FW トリポジ (2011年、 アルゼンチン)
- FW サビア (2011年-2013年、 ブラジル)
- DF 柳大鉉 (ユ・デヒョン) (2012年、 韓国)
- FW ジャイロ (2012年、 ブラジル)
- MF 車永煥 (チャ・ヨンファン) (2012年-2014年、 韓国)
- MF クリスティアーノ (2013年、 ブラジル)
- MF 李珉洙 (イ・ミンス) (2014年、 韓国)
- MF ドゥドゥ (2014年、 ブラジル)
- DF 朴亨鎮 (パク・ヒョンジン) (2015年、 韓国)
- DF 韓熙訓 (ハン・ヒフン) (2015年、 韓国)
- FW 李大憲 (イ・デホン) (2015年、 韓国)
- DF フェリペ (2015年、 ブラジル)
- DF 李周泳 (イ・ジュヨン) (2015年、 韓国)
- MF ジョナタン (2015年、 ブラジル)
- FW ジャーン・モーゼル (2016年、 ブラジル)
- GK ジョニー・レオーニ (2017年-2018年、 スイス)
- FW ネイツ・ペチュニク (2017年-2018年、 スロベニア)
- DF メンデス (2017年-2019年、 ブラジル)
- MF ヘニキ (2018年-2019年、 ブラジル)
- DF ディオゴ・フェレイラ (2018年、 オーストラリア)
- DF パウロン (2018年、 ブラジル)
- FW アレックス (2018年、 ブラジル)
- DF ジョナス (2019年、 ブラジル)
- FW ヴィニシウス (2019年、 ブラジル)
- GK 劉鉉 (ユ・ヒョン) (2019年、 韓国)
- FW 李來俊 (イ・レジュン) (2019年、 韓国)
- FW 金玄 (キム・ヒョン) (2019年、 韓国)
- MF ユウリ (2019年、 ブラジル)
- GK 大野哲煥 (オオノ・チョルファン) (2020年、 韓国)
- MF 禹相皓 (ウ・サンホ) (2020年、 韓国)
- FW 韓勇太 (ハン・ヨンテ) (2020年、 北朝鮮)
- MF ジュニーニョ (2021年-2023年、 ブラジル)
- DF カルロス・グティエレス (2022年、 スペイン)
- FW トカチ (2022年、 ドイツ、 トルコ)
- FW イスマイラ (2023年-2024年、 ナイジェリア)
- DF ラファエル (2023年-2025年、 ブラジル)
- FW レアンドロ・ペレイラ (2023年、 ブラジル)
- GK キム・ミンジュン (2024年-、 韓国)
- MF 朴勇志 (パク・ヨンジ) (2024年、 韓国)
- MF オタボー・ケネス (2025年-、 ナイジェリア)

### 栃木シティ
- DF カルロス・エドゥアルド (2023年-、 ブラジル)
- DF マテイ・ヨニッチ (2025年-  クロアチア)
- FW タオフィック・ジブリル (2025年-  ナイジェリア)
- FW ピーター・ウタカ (2025年-  ナイジェリア)

### ザスパ群馬
- DF チカ (2004年-2007年、 ブラジル)
- FW マーロン (2006年-2007年、 ブラジル)
- FW カレカ (2007年、 ブラジル)
- DF 崔成勇 (チェ・ソンヨン) (2008年-2010年、 韓国)
- DF 裵乗振 (ペ・スンジン) (2008年、 韓国)
- FW レオ・シン (2008年、 ニュージーランド)
- FW ラフィーニャ (2010年-2011年、 ブラジル)
- DF ダニエル (2010年、 ブラジル)
- MF アレックス (2010年-2011年、 ブラジル)
- FW リンコン (2011年-2012年、 ブラジル)
- MF ヘベルチ (2012年、 ブラジル)
- FW アレックス・ラファエル (2012年、 ブラジル)
- FW 金成勇 (キム・ソンヨン) (2012年、朝鮮)
- DF ジュニオール・アウベス (2013年、 ブラジル)
- FW エデル (2013年-2014年、 ブラジル)
- DF 權韓眞 (クォン・ハンジン) (2013年-2014年、 韓国)
- MF 黄誠秀 (ファン・ソンス) (2013年-2015年、朝鮮)
- DF 黄大俊 (ファン・テジュン) (2013年-2014年、朝鮮)
- FW ダニエル・ロビーニョ (2013年-2014年、 ブラジル)
- FW カイケ (2014年-2015年、 ブラジル)
- MF アクレイソン (2015年、 ブラジル)
- MF オリベイラ (2015年、 ブラジル)
- FW タンケ (2015年、 ブラジル)
- MF ウーゴ (2015年、 ブラジル)
- MF 尹英勝 (ユン・ヨンスン) (2015年、 韓国)
- GK 朴昇利 (パク・スンリ) (2016年-2018年、朝鮮)
- MF チアゴ (2016年、 ブラジル)
- MF マテウス (2016年-2017年、 ブラジル)
- FW ボカ (2016年、 ブラジル)
- MF 任貞彬 (イム・チョンビン) (2016年、 韓国)
- FW 呉韓儐 (オ・ハンビン) (2016年、 韓国)
- MF 朴建 (パク・ゴン) (2016年-2017年、 韓国)
- FW ルーカス・ガウショ (2016年、 ブラジル)
- FW 李剛旭 (イ・ガンウ) (2016年-2017年、 韓国)
- GK 韓昊東 (ハン・ホドン) (2017年、 韓国)
- DF 崔俊基 (チェ・ジュンギ) (2017年、 韓国)
- FW 姜修一 (カン・スイル) (2017年、 韓国)
- DF 呂成海 (ヨ・ソンヘ) (2017年、 韓国)
- GK 金喆鎬 (キム・チョルホ) (2019年、 韓国)
- GK 金齊希 (キム・ジェヒ) (2025年-、 韓国)

### 浦和レッズ
- MF エスクデロ (1991年-1992年、 アルゼンチン)
- MF セルヒオ (1992年、 アルゼンチン)
- MF ウエハラ (1992年-1994年、 ペルー→日本)
- DF トリビソンノ (1992年-1993年、 アルゼンチン)
- DF モラレス (1993年、 アルゼンチン)
- FW フェレイラ (1993年、 アルゼンチン)
- DF ラーン (1993年-1994年、 ドイツ)
- GK ミロ (1993年-1994年、 スロバキア)
- FW ルンメニゲ (1993年-1995年、 ドイツ)
- FW ルル (1993年、 スロバキア)
- MF バイン (1994年-1996年、 ドイツ)
- DF ブッフバルト (1994年-1997年、 ドイツ)
- MF 郭慶根 (クァク・キョングン) (1995年、 韓国)
- FW トニーニョ (1995年、 ブラジル)
- DF ボリ (1996年-1997年、 フランス)
- MF ニールセン (1996年、 デンマーク)
- MF バウアー (1997年、 オーストリア)
- DF ネイハイス (1997年-1998年、 オランダ)
- MF ベギリスタイン (1997年-1999年、 スペイン)
- DF ペトロヴィッチ (1997年-2000年、 ユーゴスラビア)
- DF ザッペッラ (1998年-1999年、 イタリア)
- DF ピクン (1999年-2000年、 ウルグアイ)
- FW クビツァ (2000年、 ポーランド)
- MF アジエル (2000年、 ブラジル)
- MF アドリアーノ (2001年、 ブラジル)
- FW トゥット (2001年-2002年、 ブラジル)
- MF ドニゼッチ (2001年、 ブラジル)
- FW エメルソン (2001年-2005年、 ブラジル)
- MF アリソン (2001年-2002年、 ブラジル)
- DF ゼリッチ (2002年-2003年、 オーストラリア)
- MF エジムンド (2003年、 ブラジル)
- DF ニキフォロフ (2003年-2004年、 ロシア)
- DF アルパイ (2004年-2005年、 トルコ)
- DF ネネ (2004年-2007年、 ブラジル)
- DF サントス (2005年、 ブラジル)
- FW エスクデロ (2005年-2012年、 アルゼンチン、 スペイン→日本)
- MF ポンテ (2005年-2010年、 ブラジル)
- FW マリッチ (2005年、 クロアチア)
- FW ワシントン (2006年-2007年、 ブラジル)
- FW エジミウソン (2008年-2011年、 ブラジル)
- FW ファイサル (2009年-2010年、 ガーナ)
- DF スピラノビッチ (2010年-2012年、 オーストラリア)
- MF サヌ (2010年、 ブルキナファソ)
- MF マルシオ・リシャルデス (2011年-2014年、 ブラジル)
- FW マゾーラ (2011年、 ブラジル)
- FW デスポトビッチ (2011年-2013年、 セルビア)
- MF ポポ (2012年、 ブラジル)
- FW ズラタン (2015年-2018年、 スロベニア)
- DF イリッチ (2016年、 スロベニア)
- FW ラファエル・シルバ (2017年-2018年、 ブラジル)
- DF マウリシオ (2017年-2020年、 ブラジル)
- MF マルティノス (2018年-2020年、 キュラソー)
- MF アンドリュー・ナバウト (2018年-2019年、 オーストラリア)
- FW ファブリシオ (2018年-2020年、 ブラジル)
- MF エヴェルトン (2019年-2020年、 ブラジル)
- DF トーマス・デン (2020年-2021年、 オーストラリア、 南スーダン)
- FW レオナルド (2020年、 ブラジル)
- FW キャスパー・ユンカー (2021年-2022年、 デンマーク)
- DF アレクサンダー・ショルツ (2021年-2024年、 デンマーク)
- MF ダヴィド・モーベルグ (2022年-2023年、 スウェーデン)
- FW アレックス・シャルク (2022年-2023年、 オランダ)
- FW ブライアン・リンセン (2022年-、 オランダ)
- DF マリウス・ホイブラーテン (2023年-、 ノルウェー)
- FW ホセ・カンテ (2023年、 スペイン、 ギニア)
- MF エカニット・パンヤ (2023年-2024年、 タイ)
- MF サミュエル・グスタフソン (2024年-、 スウェーデン)
- FW チアゴ・サンタナ (2024年-、 ブラジル)
- FW オラ・ソルバッケン (2024年、 ノルウェー)
- DF ダニーロ・ボザ (2025年 -  ブラジル)
- MF マテウス・サヴィオ (2025年-、 ブラジル)

### RB大宮アルディージャ
- FW ヨルン (1998年-1999年、 オランダ)
- DF ヤン (1998年-2000年、 オランダ)
- MF エドウィン (1999年、 カメルーン)
- MF マーク (1999年-2000年、 イングランド)
- FW バルデス (2001年-2002年、 パナマ)
- FW ジョルジーニョ (2000年-2001年・2002年、 ブラジル)
- FW アンデルソン (2001年、 パナマ)
- FW アレックス (2001年、 ブラジル)
- DF トニーニョ (2001年-2006年、 ブラジル)
- FW バレー (2001年・2003年-2004年、 ブラジル)
- MF ウスタ (2002年、 オランダ)
- FW フィナージ (2003年、 ブラジル)
- FW エジソン (2003年、 ブラジル)
- FW ダニエル (2004年、 ブラジル)
- FW トゥット (2004年-2005年、 ブラジル)
- FW クリスティアン (2005年、 ブラジル)
- FW レアンドロ (2005年、 ブラジル)
- FW マルティネス (2006年、 ホンジュラス)
- FW グラウ (2006年、 ブラジル)
- FW アリソン (2006年-2007年、 ブラジル)
- FW エニウトン (2007年、 ブラジル)
- FW サーレス (2007年、 ブラジル)
- DF レアンドロ (2007年-2008年、 ブラジル)
- FW ペドロ・ジュニオール (2007年-2008年、 ブラジル)
- FW デニス・マルケス (2007年-2009年、 ブラジル)
- FW ラフリッチ (2008年-2009年、 スロベニア)
- MF 朴原載 (パク・ウォンジェ) (2009年、 韓国)
- DF マト (2009年-2010年、 クロアチア)
- MF 徐庸徳 (ソ・ヨンドク) (2009年-2010年、 韓国)
- FW ドゥドゥ (2009年-2010年、 ブラジル)
- FW ラファエル (2009年-2012年、 ブラジル)
- MF 安英学 (アン・ヨンハ) (2010年、朝鮮)
- MF 李浩 (イ・ホ) (2010年、 韓国)
- FW 李天秀 (イ・チョンス) (2010年-2011年、 韓国)
- DF 金英權 (キム・ヨングォン) (2011年-2012年、 韓国)
- FW ホドリゴ・ピンパォン (2011年、 ブラジル)
- FW 曺永哲 (チョ・ヨンチョル) (2012年-2014年、 韓国)
- MF カルリーニョス (2012年-2013年・2014年-2015年、 ブラジル)
- FW ズラタン (2012年-2014年、 スロベニア)
- MF 李根鎬 (イ・グノ) (2012年、 韓国)
- FW ノヴァコヴィッチ (2012年-2013年、 スロベニア)
- DF ニール (2013年、 オーストラリア)
- FW ラドンチッチ (2014年、 モンテネグロ)
- FW ドラガン・ムルジャ (2014年-2017年、 セルビア)
- MF 趙源熙 (チョ・ウォニ) (2014年、 韓国)
- MF マテウス (2014年・2015年-2018年、 ブラジル)
- FW ネイツ・ペチュニク (2016年-2017年、 スロベニア)
- FW マルセロ・トスカーノ (2017年-2018年、 ブラジル)
- DF 金東秀 (キム・ドンス) (2017年-2018年、 韓国)
- MF カウエ (2017年-2018年、 ブラジル)
- FW ロビン・シモヴィッチ (2018年-2019年、 スウェーデン)
- MF ダヴィッド・バブンスキー (2018年-2019年、 北マケドニア、 スペイン)
- FW フアンマ・デルガド (2019年、 スペイン)
- MF イッペイ・シノヅカ（2019年-2020年、 ロシア）
- GK フィリップ・クリャイッチ (2020年-2021年、 セルビア)
- DF ヴィターリス・マクシメンコ (2020年、 ラトビア)
- FW ネルミン・ハスキッチ (2020年-2021年、 ボスニア・ヘルツェゴビナ)
- FW イバ (2020年-2021年、 ノルウェー)
- FW アンジェロッティ (2023年、 ブラジル)
- FW シュヴィルツォク (2023年-2024年、 ポーランド)
- DF カイケ (2023年、 ブラジル)
- MF アルトゥール・シルバ (2024年-、 ブラジル)
- FW オリオラ・サンデー (2024年-、 ナイジェリア)
- FW ファビアン・ゴンザレス (2024年-、 コロンビア)
- DF ガブリエウ (2025年-、 ブラジル)
- FW カプリーニ (2025年-、 ブラジル)

### ジェフユナイテッド千葉
- FW パベル (1991年-1994年、 チェコスロバキア→ チェコ)
- MF フランタ (1992年-1994年、 チェコスロバキア→ チェコ)
- DF サンドロ (1992年-1996年、 ブラジル)
- MF リトバルスキー (1993年-1994年、 ドイツ)
- FW オッツェ (1993年-1994年、 ドイツ)
- FW 申在範 (シン・チェボン) (1993年-1995年、朝鮮)
- MF マスロバル (1994年-1998年、 ユーゴスラビア)
- DF バシリエビッチ (1995年、 ユーゴスラビア)
- FW ルーファー (1995年-1996年、 ニュージーランド)
- FW ハシェック (1996年、 チェコ)
- MF ボス (1996年-1997年、1999年、 オランダ)
- FW ラデ (1997年、 ユーゴスラビア)
- DF スコルテン (1997年-1998年、 オランダ)
- FW 金大儀 (キム・デイ) (1998年、 韓国)
- DF ビングリー (1998年、 オーストラリア)
- MF パウロ・エンリケ (1999年、 ブラジル)
- FW バロン (1999年-2000年、 ブラジル)
- DF ヴァンチャ (1999年、 ルーマニア)
- DF ブランコ (1999年、 パラグアイ)
- FW ロペス (1999年、 パラグアイ)
- FW 金晃正 (キム・ファンジョン) (1999年、 韓国)
- MF ベンソン (2000年、 ガーナ)
- DF ブルカ (2000年、 ルーマニア)
- DF オラロイ (2000年、 ルーマニア)
- DF 金明輝 (キン・ミョンヒ) (2000年-2001年、 韓国)
- DF ミリノビッチ (2001年-2004年、 スロベニア)
- DF 金位漫 (キム・ウィマン) (2002年-2004年、朝鮮)
- FW 崔龍洙 (チェ・ヨンス) (2001年-2003年、 韓国)
- MF ムイチン (2001年-2002年、 ボスニア・ヘルツェゴビナ)
- MF モラフチク (2002年、 スロバキア)
- FW サンドロ (2003年-2004年、 ブラジル)
- FW マルキーニョス (2004年、 ブラジル)
- FW ハース (2005年-2006年、 オーストリア)
- DF ストヤノフ (2005年-2007年、 ブルガリア)
- MF ポペスク (2005年、 ルーマニア)
- MF クルプニコビッチ (2006年、 セルビア・モンテネグロ→ セルビア)
- DF ジョルジェビッチ (2007年、 セルビア・モンテネグロ→ セルビア)
- FW レイナウド (2007年-2008年、 ブラジル)
- MF フルゴビッチ (2008年、 ボスニア・ヘルツェゴビナ)
- DF ボスナー (2008年-2009年、 オーストラリア)
- MF ミシェウ (2008年-2009年、 ブラジル)
- MF アレックス (2009年-2010年、 ブラジル)
- FW ネット (2009年-2010年、 ブラジル)
- DF マーク・ミリガン (2010年-2011年・2012年、 オーストラリア)
- MF ファン・ゲッセル (2011年、 オランダ)
- MF マット・ラム (2011年、 カナダ)
- FW オーロイ (2011年-2012年、 ノルウェー)
- FW レジナルド (2012年、 ブラジル)
- FW リカルド・ロボ (2012年、 ブラジル)
- DF 金炫訓 (キム・ヒョヌン) (2013年-2015年、 韓国)
- MF 南昇佑 (ナム・スンウ) (2013年-2014年、 韓国)
- FW ジャイール (2013年・2014年、 ブラジル)
- FW ケンペス (2013年-2014年、 ブラジル)
- MF パウリーニョ (2015年、 ブラジル)
- FW ネイツ・ペチュニク (2015年、 スロベニア)
- FW 安柄俊 (アン・ビョンジュン) (2015年、朝鮮)
- DF 李周泳 (イ・ジュヨン) (2016年-2017年、 韓国)
- MF アランダ (2016年-2017年、 パラグアイ)
- FW エウトン (2016年、 ブラジル)
- DF 金範容 (キム・ボムヨン) (2017年、 韓国)
- MF ホルヘ・サリーナス (2017年-2018年、 パラグアイ)
- FW ラリベイ (2017年-2018年、 アルゼンチン)
- GK ルイス・オヘーダ (2017年、 アルゼンチン)
- DF エベルト (2018年-2020年、 ブラジル)
- GK ロドリゲス (2018年、 アルゼンチン)
- DF ゲリア (2018年-2020年、 オーストラリア)
- FW アラン・ピニェイロ (2019年-2020年、 ブラジル)
- DF ベラスケス (2019年、 ベネズエラ)
- FW クレーベ (2019年-2020年、 ブラジル)
- DF 張敏圭 (チャン・ミンギュ) (2020年-2022年、 韓国)
- FW サウダーニャ (2021年-2022年、 ブラジル)
- DF ダニエル・アウベス (2022年、 ブラジル)
- FW チアゴ・デ・レオンソ (2022年、 ブラジル)
- FW リカルド・ロペス (2022年、 ブラジル)
- DF メンデス (2023年-2024年、 ブラジル)
- FW ドゥドゥ (2023年-2024年、 ブラジル)
- MF エドゥアルド (2024年-、 ブラジル)
- GK ホセ・スアレス (2025年-、 スペイン)
- FW デリキ (2025年-、 ブラジル)
- FW カルリーニョス・ジュニオ (2025年-、 ブラジル)

### 柏レイソル
- DF ネルシーニョ (1993年-1995年、 ブラジル)
- FW カレカ (1993年-1996年、 ブラジル)
- FW ミューレル (1995年、 ブラジル)
- MF バウディール (1995年-1997年、 ブラジル)
- FW ベンチーニョ (1995年、1998年-1999年、 ブラジル)
- MF カイオ (1995年、 ブラジル)
- FW ワグネル (1995年、 ブラジル)
- FW エジウソン (1996年-1997年・2002年-2003年、 ブラジル)
- DF アントニオ (1996年-1997年、 ブラジル)
- FW ジャメーリ (1997年、 ブラジル)
- FW シルバ (1997年-1998年、 ブラジル)
- DF マルコン (1998年、 ブラジル)
- FW ドゥッダ (1998年、 ブラジル)
- FW バジーリオ (1998年、 ブラジル)
- FW ブユー (1998年、 ブラジル)
- FW ストイチコフ (1998年-1999年、 ブルガリア)
- DF 洪明甫 (ホン・ミョンボ) (1999年-2001年、 韓国)
- FW サーシャ (2000年、 ユーゴスラビア)
- MF バデア (1999年、 ルーマニア)
- FW 朴建夏 (パク・ゴナ) (2000年、 韓国)
- MF マウリシオ (2000年、 ブラジル)
- FW 黄善洪 (ファン・ソンホン) (2000年-2002年、 韓国)
- MF 柳想鐵 (ユ・サンチョル) (2001年-2002年、 韓国)
- MF サンパイオ (2002年、 ブラジル)
- MF リカルジーニョ (2002年-2005年・2006年、 ブラジル)
- FW リカルド (2002年、 ブラジル)
- FW マルシオ (2003年、 ブラジル)
- FW ジュシエ (2003年、 ブラジル)
- FW ホベルチ (2003年、 ブラジル)
- MF ゼ・ホベルト (2004年、 ブラジル)
- MF ドゥドゥ (2004年、 ブラジル)
- DF パラシオス (2004年、 コロンビア)
- MF クレーベル (2005年、 ブラジル)
- FW 崔成國 (チェ・ソング) (2005年、 韓国)
- FW 李忠成 (イ・チュンソン→り ただなり) (2005年-2009年、 韓国→日本)
- FW レイナウド (2005年、 ブラジル)
- FW フランサ (2005年-2010年、 ブラジル)
- MF ディエゴ (2006年、 ブラジル)
- FW ドゥンビア (2006年-2007年、 コートジボワール)
- MF マルコス (2006年、 ブラジル)
- MF アルセウ (2007年・2009年-2010年、 ブラジル)
- MF マルシオ・アラウージョ (2007年、 ブラジル)
- MF ブルーノ (2007年、 ブラジル)
- MF アレックス (2008年、 ブラジル)
- FW ポポ (2008年-2009年、 ブラジル)
- DF アデバヨ (2009年、 ナイジェリア)
- FW アンセウモ・ハモン (2009年、 ブラジル)
- DF 朴東赫 (パク・ドンヒョク) (2009年-2011年、 韓国)
- MF レアンドロ・ドミンゲス (2010年-2014年、 ブラジル)
- FW エフライン・リンタロウ (2010年、 ブラジル)
- FW ホジェル (2010年-2011年、 ブラジル)
- MF ジョルジ・ワグネル (2011年-2013年、 ブラジル)
- MF 安英学 (アン・ヨンハ) (2011年-2012年、朝鮮)
- DF 權韓眞 (クォン・ハンジン) (2011年-2012年、 韓国)
- FW リカルド・ロボ (2012年、 ブラジル)
- FW ネット・バイアーノ (2012年、 ブラジル)
- DF 金昌洙 (キム・チャンス) (2013年-2015年、 韓国)
- FW クレオ (2013年、 ブラジル、 セルビア)
- MF 韓国栄 (ハン・グギョン) (2014年、 韓国)
- FW レアンドロ (2014年-2015年、 ブラジル)
- FW ドゥドゥ (2014年、 ブラジル)
- DF エドゥアルド (2014年-2016年、 ブラジル)
- FW クリスティアーノ (2015年・2016年-2021年、 ブラジル)
- FW エデルソン (2015年-2016年、 ブラジル)
- MF ジュリアーノ・ミネイロ (2016年、 ブラジル、 東ティモール)
- FW ディエゴ・オリヴェイラ (2016年-2017年、 ブラジル)
- DF パトリック (2016年、 ブラジル)
- FW ドゥドゥ (2016年-2017年、 ブラジル)
- FW ハモン・ロペス (2017年-2018年、 ブラジル)
- DF 尹錫榮 (ユン・ソギョン) (2017年-2018年、 韓国)
- MF 金甫炅 (キム・ボギョン) (2017年-2018年、 韓国)
- DF 朴正洙 (パク・ジョンス) (2018年-2019年、 韓国)
- DF ナタン・ヒベイロ (2018年、 カタール、 ブラジル)
- FW オルンガ (2018年-2020年、 ケニア)
- MF ガブリエル (2019年、 ブラジル)
- MF ヒシャルジソン (2019年-2021年、 ブラジル)
- MF マテウス・サヴィオ (2019年-2024年、 ブラジル)
- FW ジュニオール・サントス (2019年-2020年、 ブラジル)
- GK 金承奎 (キム・スンギュ) (2020年-2022年、 韓国)
- MF イッペイ・シノヅカ（2021年、 ロシア)
- MF アンジェロッティ (2021年-2022年、 ブラジル)
- MF ドッジ (2021年-2022年、 ブラジル)
- DF エメルソン・サントス (2021年-2022年、 ブラジル)
- FW ペドロ・ハウル (2021年、 ブラジル)
- FW ドウグラス (2022年-2023年、 ブラジル)
- DF ジエゴ (2023年-、 ブラジル)
- FW フロート (2023年-2024年、 オランダ)
- DF ブエノ (2023年、 ブラジル)

### FC東京
- FW アマラオ (1992年-2003年、 ブラジル)
- MF アウミール (1999年、 ブラジル)
- DF サンドロ (1998年-2001年、 ブラジル)
- FW ツゥット (2000年、 ブラジル)
- FW ケリー (2001年-2004年、 ブラジル)
- DF ジャーン (2002年-2006年、 ブラジル)
- MF 呉章銀 (オ・ジャンウン) (2002年-2004年、 韓国)
- MF マルセロ (2002年、 ブラジル)
- MF オリベイラ (2002年、 ブラジル)
- FW ルーカス (2004年-2007年・2011年-2013年、 ブラジル)
- FW 李忠成 (イ・チュンソン) (2004年、 韓国-日本)
- FW ダニーロ (2005年、 ブラジル)
- FW ササ・サルセード (2005年-2006年、 パラグアイ)
- FW リチェーリ (2005年-2007年、 ブラジル)
- FW ワシントン (2006年、 ブラジル)
- FW ワンチョペ (2007年、 コスタリカ)
- DF エバウド (2007年、 ブラジル)
- DF ブルーノ・クアドロス (2008年-2009年、 ブラジル)
- MF エメルソン (2008年、 ブラジル)
- FW カボレ (2008年-2009年、 ブラジル)
- DF 金英權 (キム・ヨングン) (2010年、 韓国)
- FW リカルジーニョ (2010年、 ブラジル)
- MF 徐庸徳 (ソ・ヨンドク) (2010年、 韓国)
- MF ホベルト (2011年、 ブラジル)
- FW ロベルト・セザー (2011年-2012年、 ブラジル)
- FW ペドロ・ジュニオール (2011年、 ブラジル)
- DF ジェイド・ノース (2011年、 オーストラリア)
- DF 張賢秀 (チャン・ヒョンス) (2012年-2013年・2017年-2019年、 韓国)
- FW エジミウソン (2012年、 ブラジル)
- MF ネマニャ・ヴチチェヴィッチ (2012年-2013年、 セルビア)
- DF マテウス (2014年、 ブラジル)
- FW エドゥー (2014年、 ブラジル)
- DF 郭熙柱 (カク・ヒジュ) (2014年、 韓国)
- DF カニーニ (2014年-2015年、 イタリア)
- FW ラサッド (2015年、 チュニジア、 フランス)
- FW ネイサン・バーンズ (2015年-2017年、 オーストラリア)
- FW サンダサ (2015年-2016年、 スペイン)
- GK ブラダ・アブラモフ (2015年、 セルビア)
- MF 河大成 (ハ・デソン) (2016年、 韓国)
- MF 兪仁秀 (ユ・インス) (2016年-2017年・2019年、 韓国)
- FW ムリキ (2016年、 ブラジル)
- FW ピーター・ウタカ (2017年、 ナイジェリア)
- MF リッピ・ヴェローゾ (2017年-2018年、 ブラジル)
- MF ジャキット (2017年-2018年、 タイ)
- FW ディエゴ・オリヴェイラ (2018年-2024年、 ブラジル)
- FW リンス (2018年、 ブラジル)
- MF 羅相浩 (ナ・サンホ) (2019年-2020年、 韓国)
- FW アルトゥール・シルバ (2019年-2021年、 ブラジル)
- FW ナッタウット (2019年、 タイ)
- FW ジャエル (2019年、 ブラジル)
- DF 呉宰碩 (オ・ジェソク) (2019年、 韓国)
- DF ジョアン・オマリ (2020年-2021年、 レバノン、 ドイツ)
- MF アダイウトン (2020年-2023年、 ブラジル)
- MF レアンドロ (2020年-2023年、 ブラジル)
- MF チャヤトーン (2020年、 タイ)
- DF ブルーノ・ウヴィニ (2021年-2022年、 ブラジル、 イタリア)
- GK ヤクブ・スウォビィク (2022年-2023年、 ポーランド)
- DF エンリケ・トレヴィザン (2022年-、 ブラジル、 イタリア)
- FW ルイス・フェリッピ (2022年、 ブラジル)
- FW ペロッチ (2023年、 ブラジル)
- FW ジャジャ・シルバ (2023年-2024年、 ブラジル)
- FW エヴェルトン・ガウディーノ (2024年-、 ブラジル)
- DF ペク・インファン (2025年、 韓国)
- FW マルセロ・ヒアン (2025年-、 ブラジル)
- GK 金承奎 (キム・スンギュ) (2025年-、 韓国)
- DF アレクサンダー・ショルツ (2025年-、 デンマーク)

### 東京ヴェルディ
- DF ダビ (1992年、 ブラジル)
- FW フェレイラ (1992年、 ブラジル)
- DF ペレイラ (1992年-1995年、 ブラジル)
- MF アモローゾ (1992年-1993年、 ブラジル)
- FW パウリーニョ (1993年、 ブラジル)
- FW マイヤー (1993年、 オランダ)
- MF ハンセン (1993年、 オランダ)
- DF ロッサム (1993年、 オランダ)
- MF ビスマルク (1993年-1996年、 ブラジル)
- MF パウロ (1993年-1994年、 ブラジル)
- MF カピトン (1994年、 ブラジル)
- FW ベンチーニョ (1994年、 ブラジル)
- FW アルシンド (1995年、 ブラジル)
- MF エンブー (1995年、 ブラジル)
- FW ドニゼッチ (1996年、 ブラジル)
- MF カイコ (1996年、 ブラジル)
- DF アルジェウ (1996年-1997年、 ブラジル)
- FW マグロン (1996年-1997年、 ブラジル)
- MF ジアス (1997年、 ブラジル)
- FW エウレル (1998年、 ブラジル)
- DF エンリケ (1998年、 ブラジル)
- MF エドウィン (1998年、 カメルーン)
- MF モアシール (1998年、 ブラジル)
- FW ジャイール (1998年、 ブラジル)
- FW フェルナンド (1998年、 ブラジル)
- DF ダニエル (1998年、 ブラジル)
- DF ジュリオ (1999年、 ブラジル)
- MF ジェフェルソン (1999年、 ブラジル)
- FW エンリケ (1999年、 ブラジル)
- FW 河村アドリアノ (1999年、 ブラジル)
- FW 金鉉錫 (キム・ヒョンソク) (2000年、 韓国)
- MF 金都根 (キム・ドグン) (2000年、 韓国)
- MF レイナルド (2000年、 ブラジル)
- FW 梁圭史 (リャン・キュサ) (2000年、朝鮮)
- FW マルキーニョス (2001年-2002年、 ブラジル)
- DF エメルソン (2001年、 ブラジル)
- FW エジムンド (2001年-2002年、 ブラジル)
- DF ロペス (2002年-2003年、 ブラジル)
- FW エムボマ (2003年-2004年、 カメルーン)
- MF ラモン (2003年、 ブラジル)
- MF ウーゴ (2004年、 ブラジル)
- FW ロペス (2004年、 アルゼンチン)
- DF ウベダ (2004年、 アルゼンチン)
- DF 李康珍 (イ・カンジン) (2004年-2005年、 韓国)
- FW ワシントン (2005年、 ブラジル)
- FW 文濟天 (ムン・ジェチョン) (2005年-2006年、 韓国)
- MF ジウ (2005年、 ブラジル)
- DF デジマール (2006年、 ブラジル)
- MF アナイウソン (2006年、 ブラジル)
- FW バジーリオ (2006年、 ブラジル)
- DF ヒキ (2006年、 ブラジル)
- MF ゼ・ルイス (2006年-2007年、 ブラジル)
- MF マルクス (2006年、 ブラジル)
- FW シウバ (2006年・2007年、 ブラジル)
- MF レオナルド (2007年・2009年、 ブラジル→日本)
- FW フッキ (2007年・2008年、 ブラジル)
- MF ディエゴ (2007年-2008年、 ブラジル)
- MF フランシスマール (2008年、 ブラジル)
- FW レアンドロ (2008年-2009年、 ブラジル)
- DF アデバヨ (2010年、 ナイジェリア)
- MF 李智星 (リ・チソン) (2010年、朝鮮)
- MF 金泰橪 (キム・テヨン) (2011年、 韓国)
- FW マラニョン (2011年、 ブラジル)
- MF アポジ (2011年、 ブラジル)
- FW ジョジマール (2012年、 ブラジル)
- MF アレックス (2012年、 ブラジル)
- DF 裵大元 (ペ・デウォン) (2012年-2013年、 韓国)
- DF ニコラス・カタヤマ (2012年-2013年、 ブラジル)
- FW ジミー・フランサ (2012年、 ブラジル)
- MF 金鐘必 (キム・ジョンピル) (2013年-2014年、 韓国)
- DF ギリャルメ (2014年、 ブラジル)
- DF 姜成浩 (カン・ソンホ) (2014年、朝鮮)
- MF ニウド (2014年、 ブラジル)
- FW アブダ (2014年、 ブラジル)
- DF ウェズレイ (2015年-2016年、 ブラジル)
- MF ブルーノ・コウチーニョ (2015年、 ブラジル)
- FW アラン・ピニェイロ (2015年-2018年、 ブラジル)
- DF 高敬竣 (コ・ギョンジュン) (2015年、 韓国)
- FW ドウグラス・ヴィエイラ (2016年-2018年、 ブラジル)
- DF 林裕煥 (イム・ユファン) (2016年、 韓国)
- FW カルロス・マルティネス (2017年-2018年、 スペイン)
- DF 李栄直 (リ・ヨンジ) (2018年-2019年、朝鮮)
- FW レアンドロ (2018年-2020年、 ブラジル)
- FW ヴァウメルソン (2019年、 ブラジル)
- FW ネマニャ・コイッチ (2019年、 セルビア)
- FW 姜修一 (カン・スイル) (2019年、 韓国)
- DF クレビーニョ (2019年-2020年、 ブラジル)
- FW ジャイルトン・パライバ (2019年・2021年、 ブラジル)
- GK マテウス (2020年-、 ブラジル)
- MF バスケス・バイロン (2022年-2023年、 チリ)
- DF アルハン (2022年-2023年、 インドネシア)
- FW マリオ・エンゲルス (2023年、 ドイツ)
- MF チアゴ・アウベス (2024年、 ポルトガル)

### FC町田ゼルビア
- FW ドラガン・ディミッチ (2011年-2012年、 セルビア)
- MF コリン・マーシャル (2012年、 スコットランド)
- DF 李康珍 (イ・ガンジン) (2012年、 韓国)
- DF 裵大元 (ペ・デウォン) (2013年-2015年、 韓国)
- MF 李漢宰 (リ・ハンジェ) (2014年-2020年、朝鮮)
- MF 李珉洙 (イ・ミンス) (2015年、 韓国)
- FW サビア (2015年、 ブラジル)
- DF カルフィン・ヨン・ア・ピン (2016年、 オランダ)
- DF 金聖基 (キム・ソンギ) (2016年-2017年、朝鮮)
- DF ボリス・タタール (2017年、 モンテネグロ)
- DF 丁翰澈 (チョン・ハンチョル) (2018年、 韓国)
- MF ロメロ・フランク (2018年-2019年、 ペルー→日本)
- MF ドリアン・バブンスキー (2018年-2020年、 スペイン、 北マケドニア)
- MF 鄭充根 (ジョン・チュングン) (2019年-2020年、 韓国)
- FW ステファン (2020年、 セルビア)
- FW マソビッチ (2020年-2021年、 セルビア)
- DF ノリエガ・エリック (2020年、 ペルー)
- FW 鄭大世 (チョン・テセ) (2021年-2022年、 韓国[1])
- FW ドゥドゥ (2021年-2022年、 ブラジル)
- FW ヴィニシウス・アラウージョ (2022年、 ブラジル)
- GK ストイシッチ (2023年、 セルビア)
- DF カルロス・グティエレス (2023年、 スペイン)
- DF 張敏圭 (チャン・ミンギュ) (2023年-2024年、 韓国)
- FW エリキ (2023年-2025年、 ブラジル)
- FW ミッチェル・デューク (2023年-、 オーストラリア)
- MF バスケス・バイロン (2023年-、 チリ)
- FW アデミウソン (2023年、 ブラジル)
- DF ドレシェヴィッチ (2024年-、 スウェーデン)
- FW 呉世勲 (オ・セフン) (2024年-、 韓国)
- FW 羅相浩 (ナ・サンホ) (2024年-、 韓国)
- GK カウン・ゼン・マラ (2025年-、 ミャンマー)
- MF チャ・ジェフン (2025年-、 韓国)

### 川崎フロンターレ
- FW ツゥット (1998年-1999年、 ブラジル)
- DF ジェニウソン (1999年、 ブラジル)
- MF ティンガ (1999年、 ブラジル)
- MF カドゥー (1999年、 ブラジル)
- MF ペドリーニョ (2000年、 ブラジル)
- MF アルバレンガ (2000年、 パラグアイ)
- MF マジーニョ (2000年、 ブラジル)
- FW イジドーロ (2000年、 ブラジル)
- MF ダニエル (2000年、 ブラジル)
- MF リカルジーニョ (2000年-2001年、 ブラジル)
- MF ダニエル (2001年、 ブラジル)
- MF ルイス (2000年-2001年、 ブラジル)
- FW エメルソン (2001年、 ブラジル)
- MF エジミウソン (2001年、 ブラジル)
- MF アイルトン (2001年、 ブラジル)
- FW マルキーニョ (2002年、 ブラジル)
- MF マルコ (2002年、 ブラジル)
- FW ベンチーニョ (2002年、 ブラジル)
- DF アレックス (2002年、 ブラジル)
- FW マーロン (2002年、 ブラジル)
- FW バルデス (2003年、 パナマ)
- MF アウグスト (2003年-2005年、 ブラジル)
- FW ジュニーニョ (2003年-2011年、 ブラジル)
- FW ホベルチ (2003年、 ブラジル)
- FW マルクス (2004年-2006年、 ブラジル)
- FW フッキ (2005年・2008年、 ブラジル)
- MF アラゴネイ (2005年、 ブラジル)
- MF 鄭容臺 (チョン・ヨンデ) (2005年、 韓国)
- MF マルコン (2006年、 ブラジル)
- MF マギヌン (2006年-2007年、 ブラジル)
- FW 鄭大世 (チョン・テセ) (2006年-2010年、 韓国[1])
- MF フランシスマール (2007年、 ブラジル)
- MF ヴィトール・ジュニオール (2008年-2010年、 ブラジル)
- FW レナチーニョ (2008年-2010年、 ブラジル)
- MF レナト (2012年-2015年、 ブラジル)
- DF ジェシ (2012年-2014年、 ブラジル)
- MF レネ・サントス (2012年、 ブラジル)
- FW パトリック (2013年、 ブラジル)
- DF ロブソン (2013年、 ブラジル)
- FW アラン・ピニェイロ (2013年、 ブラジル)
- FW 安柄俊 (アン・ビョンジュン) (2013年-2015年、朝鮮)
- MF パウリーニョ (2014年、 ブラジル)
- DF エウシーニョ (2015年-2018年、 ブラジル)
- MF アルトゥール・マイア (2015年、 ブラジル)
- GK 鄭成龍 (チョン・ソンリョン) (2016年-、 韓国)
- MF エドゥアルド・ネット (2016年-2018年、 ブラジル)
- DF エドゥアルド (2016年-2018年、 ブラジル)
- DF タビナス・ジェファーソン (2017年-2018年、 フィリピン)
- FW ハイネル (2017年、 ブラジル)
- MF カイオ・セザール (2018年-2019年、 ブラジル)
- DF マギーニョ (2019年、 ブラジル)
- DF ジェジエウ (2019年-、 ブラジル)
- FW レアンドロ・ダミアン (2019年-2023年、 ブラジル)
- DF ジオゴ・マテウス (2020年、 ブラジル)
- GK 李京泰 (イ・キョンテ) (2020年-2021年、 韓国)
- MF ジョアン・シミッチ (2021年-2023年、 ブラジル)
- FW マルシーニョ (2021年-、 ブラジル)
- MF チャナティップ (2022年-2023年、 タイ)
- FW バフェティンビ・ゴミス (2023年-2024年、 フランス)
- MF ゼ・ヒカルド (2024年、 ブラジル)
- MF パトリッキ・ヴェロン (2024年-2025年、 ブラジル)
- FW エリソン (2024年-、 ブラジル)
- DF セサル・アイダル (2024年-2025年、 コロンビア)
- GK 李勤炯 (イ・クンヒョン) (2025年-、 韓国)

### 横浜F・マリノス
- MF エバートン (1990年-1994年、 ブラジル)
- DF 岡崎ツネイ (1992年)
- MF ビスコンティ (1993年-1996年、 アルゼンチン)
- FW ディアス (1993年-1995年、 アルゼンチン)
- MF サパタ (1993年-1997年、 アルゼンチン)
- FW メディナベージョ (1994年-1995年、 アルゼンチン)
- MF マサチェッシ (1995年、 アルゼンチン)
- DF 岡山一成 (オカヤマ・カズナリ) (1996年-1999年、 韓国→日本)
- MF ゴロシート (1996年、 アルゼンチン)
- FW アコスタ (1996年、 アルゼンチン)
- FW フィゲロア (1996年、 アルゼンチン)
- FW サリナス (1997年-1998年、 スペイン)
- MF バルディビエソ (1997年-1998年、 ボリビア)
- MF ペトコビッチ (1997年-1998年、 ユーゴスラビア)
- DF ゴイコエチェア (1998年、 スペイン)
- MF 柳想鐵 (ユ・サンチョル) (1999年-2000年・2003年-2004年、 韓国)
- FW バウベル (1999年、 ブラジル)
- MF ヨビチェビッチ (1999年、 クロアチア)
- FW マルドナード (2000年、 アルゼンチン)
- FW ハッダ (2000年、 モロッコ)
- FW エジミウソン (2000年、 ブラジル)
- FW 申秉皓 (シン・ビョンホ) (2000年、 韓国)
- DF ユーリッチ (2000年、 クロアチア)
- FW レアンドロ (2001年、 ブラジル)
- FW リパティン (2001年、 ウルグアイ、 スペイン)
- FW ブリット (2001年、 ブラジル)
- MF ナザ (2001年-2002年、 ブラジル)
- MF ドゥトラ (2001年-2006年・2012年-2014年、 ブラジル)
- MF レオ (2001年、 ブラジル)
- FW マルキーニョス (2003年・2012年-2013年、 ブラジル)
- FW 安貞桓 (アン・ジョンファン) (2004年-2005年、 韓国)
- FW アデマール (2005年、 ブラジル)
- FW グラウ (2005年、 ブラジル)
- MF マグロン (2005年-2006年、 ブラジル)
- FW マルケス (2006年-2007年、 ブラジル)
- DF エウチーニョ (2007年、 ブラジル)
- FW マルクス (2007年、 ブラジル)
- MF ロペス (2008年、 ブラジル)
- FW ロニー (2008年、 ブラジル)
- DF 金根煥 (キム・クナン) (2008年-2009年・2011年、 韓国)
- DF 丁東浩 (ジョン・ドンホ) (2009年-2010年・2013年、 韓国)
- FW バスティアニーニ (2010年-2011年、 アルゼンチン)
- DF ファビオ (2013年-2016年、 ブラジル)
- FW ラフィーニャ (2014年-2016年、 ブラジル)
- FW アデミウソン (2015年、 ブラジル)
- DF 朴正洙 (パク・ジョンス) (2016年-2017年、 韓国)
- FW カイケ (2016年、 ブラジル)
- FW マルティノス (2016年-2017年、 キュラソー)
- FW ウーゴ・ヴィエイラ (2017年-2018年、 ポルトガル)
- DF ミロシュ・デゲネク (2017年-2018年、 オーストラリア、 セルビア)
- MF ダビド・バブンスキー (2017年-2018年、 北マケドニア、 スペイン)
- MF イッペイ・シノヅカ (2017年-2019年、 ロシア)
- MF 尹日録 (ユン・イルロク) (2018年、 韓国)
- MF オリヴィエ・ブマル (2018年、 カメルーン)
- DF ドゥシャン (2018年-2019年、 セルビア)
- DF チアゴ・マルチンス (2018年-2021年、 ブラジル)
- GK 朴一圭 (パク・イルギュ) (2019年-2020年、 韓国)
- FW エジガル・ジュニオ (2019年-2020年、 ブラジル)
- FW マルコス・ジュニオール (2019年-2023年、 ブラジル)
- DF ティーラトン (2019年-2021年、 タイ)
- FW エリキ (2019年-2020年、 ブラジル)
- FW マテウス (2019年、 ブラジル)
- FW ジュニオール・サントス (2020年、 ブラジル)
- FW エウベル (2021年-、 ブラジル)
- FW レオ・セアラ (2021年-2022年、 ブラジル)
- DF エドゥアルド (2022年-2024年、 ブラジル)
- FW アンデルソン・ロペス (2022年-2025年、 ブラジル)
- FW ヤン・マテウス (2022年-、 ブラジル)
- MF 南泰煕 (ナム・テヒ) (2023年-2024年、 韓国)
- MF ジャン・クルード (2024年-、 トーゴ)
- DF サンディ・ウォルシュ (2025年-、 ベルギー)
- DF ジェイソン・キニョーネス (2025年-、 コロンビア)
- DF トーマス・デン (2025年-、 オーストラリア、 南スーダン)
- MF ユーリ・アラウージョ (2025年-、 ブラジル)
- FW ディーン・デイビッド (2025年-、 イスラエル)

### 横浜フリューゲルス*
- FW グリハ (1992年、 スロベニア)
- MF アルフレッド (1992年、 スロベニア)
- DF チェローナ (1992年-1993年、 エルサルバドル)
- MF エドゥー (1993年-1994年、 ブラジル)
- DF モネール (1993年-1995年、 アルゼンチン)
- FW アンジェロ (1993年、 ブラジル)
- FW アウドロ (1993年-1994年、 ブラジル)
- FW アマリージャ (1993年-1994年、 パラグアイ、 スペイン)
- MF サンパイオ (1995年-1998年、 ブラジル)
- FW エバイール (1995年-1996年、 ブラジル)
- MF ジーニョ (1995年-1997年、 ブラジル)
- FW ロドリゴ (1995年、 ブラジル)
- MF デニウソン (1996年、 ブラジル)
- DF マルセロ (1997年、 ブラジル)
- FW フェルナンド (1997年、 ブラジル)
- FW アンデルソン (1997年-1998年、 ブラジル)
- FW レディアコフ (1998年、 ロシア)
- MF フットレ (1998年、 ポルトガル)
- MF フェレイラ (1998年、 ポルトガル)

### 横浜FC
- DF モネール (2002年、 アルゼンチン)
- FW ファンデルフェン (2003年、 オランダ)
- DF ルディ (2003年、 アルバニア)
- MF マシュー (2003年-2004年、 オランダ)
- FW レーマン (2003年、 ドイツ)
- DF トゥイード (2004年-2006年、 スコットランド)
- FW ジェフェルソン (2005年、 ブラジル)
- MF シルビオ (2005年、 トリニダード・トバゴ)
- FW イザイアス (2006年、 ブラジル)
- MF アウグスト (2006年、 ブラジル)
- FW アレモン (2006年、 ブラジル)
- MF 崔成勇 (チェ・ソンヨン) (2006年、 韓国)
- MF 鄭容臺 (チョン・ヨンデ) (2006年-2007年・2009年、 韓国)
- FW アンデルソン (2007年、 ブラジル)
- MF アドリアーノ (2007年、 ブラジル)
- MF ジウマール・シウバ (2007年、 ブラジル)
- DF 裵乗振 (ペ・スンジン) (2007年・2012年-2013年・2018年、 韓国)
- FW 曺永哲 (チョ・ヨンチョル) (2007年-2008年、 韓国)
- MF マルコス・パウロ (2007年、 ブラジル)
- DF 呉範錫 (オ・ボムソク) (2007年、 韓国)
- FW カタタウ (2007年、 ブラジル)
- FW アンデルソン (2008年、 ブラジル)
- MF エリゼウ (2008年、 ブラジル)
- FW 安孝錬 (アン・ヒョヨン) (2009年、 韓国)
- MF 劉孝眞 (ユ・ヒョジン) (2009年、 韓国)
- FW エデル (2009年-2011年、 ブラジル)
- DF 金裕晋 (キム・ユジン) (2010年、 韓国)
- MF シルビーニョ (2010年、 ブラジル)
- FW サーレス (2010年、 ブラジル)
- MF ホベルト (2010年・2012年、 ブラジル)
- FW カイオ (2010年-2013年、 ブラジル)
- DF 朴台洪 (パク・テホン) (2011年-2013年・2015年、 韓国)
- MF ファビーニョ (2011年、 ブラジル)
- FW フランサ (2011年、 ブラジル)
- MF 羅誠洙 (ナ・ソンス) (2012年-2017年、 韓国)
- MF 安英学 (アン・ヨンハ) (2013年-2015年、朝鮮)
- MF 裴厚民 (ペ・フミン) (2013年・2015年、 韓国)
- FW パトリック (2013年、 ブラジル)
- DF フェリペ (2014年-2015年、 ブラジル)
- DF ドウグラス (2014年、 ブラジル)
- FW ホナウド (2014年、 ブラジル)
- FW 朴成鎬 (パク・ソンホ) (2014年、 韓国)
- MF ロク・シュトラウス (2015年-2016年、 スロベニア)
- DF デニス・ハリロヴィッチ (2016年、 スロベニア)
- MF グエン・トゥアン・アイン (2016年、 ベトナム)
- FW イバ (2016年-2020年、 ノルウェー)
- DF カルフィン・ヨン・ア・ピン (2017年-2021年、 オランダ)
- MF 鄭充根 (ジョン・チュングン) (2017年-2018年、 韓国)
- MF レアンドロ・ドミンゲス (2017年-2020年、 ブラジル)
- FW ブルーノ・メネゲウ (2018年、 ブラジル)
- DF マギーニョ (2020年-2021年、 ブラジル)
- DF 韓浩康 (ハン・ホガン) (2021年-2022年、朝鮮)
- FW クレーベ (2021年-2022年、 ブラジル)
- MF アルトゥール・シルバ (2021年、 ブラジル)
- GK スベンド・ブローダーセン (2021年-2023年、 ドイツ)
- DF ガブリエウ (2021年-2024年、 ブラジル)
- FW サウロ・ミネイロ (2021年-2023年、 ブラジル)
- FW フェリペ・ヴィゼウ (2021年-2022年、 ブラジル)
- MF ハイネル (2022年、 ブラジル)
- DF マテウス・モラエス (2022年-2023年、 ブラジル)
- FW マルセロ・ヒアン (2022年-2023年、 ブラジル)
- MF ユーリ・ララ (2023年-、 ブラジル)
- FW カプリーニ (2023年-2024年、 ブラジル)
- FW グエン・コンフオン (2023年-2024年、 ベトナム)
- GK フェリペ・メギオラーロ (2024年-、 ブラジル)
- DF レオ・バイーア (2024年-、 ブラジル)
- FW ジョアン・パウロ (2024年-、 ブラジル)
- FW ミシェル・リマ (2024年-2025年、 ブラジル)
- FW ルキアン (2025年-、 ブラジル)
- GK ヤクブ・スウォビィク (2025年-、 ポーランド)
- FW アダイウトン (2025年-、 ブラジル)

### Y.S.C.C.横浜*
- GK フィリップ・ウィフマン (2017年、 ポーランド)
- MF 張帥 (チョウ・シュアイ) (2017年、 中国)
- FW リンジェ・ジャブラニ・アリ (2018年-2019年、 マラウイ)
- GK 趙天賜 (チョウ・テンシ) (2018年-2019年、 中国)
- DF 丁翰澈 (チョン・ハンチョル) (2019年、 韓国)
- FW オニエ・オゴチュクウ (2020年-、 ナイジェリア)
- MF アオ・チョン（2021年-2022年、 香港）
- FW 韓勇岐 (ハン・ヨンギ) (2022年、朝鮮)
- FW ロリス・ティネッリ (2022年-2023年、 ルクセンブルク)
- FW カルロス・アローヨ (2023年、 エクアドル)
- FW ルクマン・ハキム (2024年、 マレーシア)

### 湘南ベルマーレ
- MF エジソン (1992年-1995年、 ブラジル)
- MF ベッチーニョ (1993年-1996年、 ブラジル)
- MF ミランジーニャ (1993年-1994年、 ブラジル)
- FW アウミール (1994年-1995年、 ブラジル)
- MF シモン (1995年-1997年、 ブラジル)
- FW エメルソン (1995年、 ブラジル)
- DF ジュニオール (1995年、 ブラジル)
- FW パウリーニョ (1996年、 ブラジル)
- DF ルイス (1996年、 ブラジル)
- DF クラウジオ (1997年-1999年、 ブラジル)
- FW ロペス (1997年-1998年、 ブラジル→日本)
- MF 洪明甫 (ホン・ミョンボ) (1997年-1998年、 韓国)
- MF 朴ギョンファン (1998年、 韓国)
- MF リカルジーニョ (1998年-1999年、 ブラジル)
- MF バデア (1998年-1999年、 ルーマニア)
- MF チアゴ (1999年、 ブラジル)
- MF ジャイルトン (1999年、 ブラジル)
- MF ヒューズ (1999年、 オーストラリア)
- DF レイバット (1999年、 オーストラリア)
- MF レイナルド (2000年、 ブラジル)
- DF サナブリア (2000年、 パラグアイ)
- MF オルティス (2000年、 パラグアイ)
- FW ビタリー (2000年、 ウクライナ)
- MF フチカ (2000年、 クロアチア)
- FW アングロ (2001年、 コロンビア)
- DF パラシオス (2001年-2004年、 コロンビア)
- MF ガビリア (2001年、 コロンビア)
- MF ディナス (2001年、 コロンビア)
- MF シルバ (2002年、 ブラジル)
- MF 金根哲 (キム・グンチョル) (2003年-2004年、 韓国)
- FW リカルド (2003年、 コロンビア)
- MF サントス (2003年、 ブラジル)
- FW アマラオ (2004年、 ブラジル)
- DF バリシッチ (2005年、 クロアチア)
- FW グラント (2005年、 イングランド、 ガーナ)
- FW カシアーノ (2005年、 パラグアイ)
- MF ゴーラン (2005年、 クロアチア)
- FW ファビオ (2006年、 ブラジル)
- MF ニヴァウド (2006年、 ブラジル)
- FW フラビオ (2006年、 ブラジル)
- DF アマリウド (2006年、 ブラジル)
- MF アジエル (2006年-2011年、 ブラジル)
- GK 金永基 (キム・ヨンギ) (2007年-2012年、 韓国)
- FW エドワルド・マルケス (2007年、 ブラジル)
- DF ジャーン (2007年-2010年、 ブラジル)
- FW リンコン (2008年・2009年、 ブラジル)
- FW カレカ (2008年、 ブラジル)
- MF ナザ (2008年、 ガーナ)
- FW トゥット (2008年-2009年、 ブラジル)
- FW 丁正賢 (チョン・チョンヒョン) (2009年、 韓国)
- FW ネネ (2009年、 ブラジル)
- FW アドリアーノ (2009年、 ブラジル)
- MF 韓国栄 (ハン・グギョン) (2010年-2013年、 韓国)
- FW 崔昇仁 (チェ・スンイン) (2010年、 韓国)
- MF エメルソン (2010年、 ブラジル)
- FW ヴァウド (2010年、 ブラジル)
- DF 宋韓基 (ソン・ハンキ) (2011年、 韓国)
- FW ファビーニョ (2011年、 ブラジル)
- FW ルーカス (2011年、 ブラジル)
- MF 黄順旻 (ファン・スンミン) (2011年、 韓国)
- FW マセナ (2012年、 ブラジル)
- FW アレックス (2012年、 ブラジル)
- FW キリノ (2012年-2013年・2015年-2016年、 ブラジル)
- MF 李珉洙 (イ・ミンス) (2012年、 韓国)
- DF 權韓眞 (クォン・ハンジン) (2013年、 韓国)
- FW エジバウド (2013年、 ボリビア、 ブラジル)
- FW ウェリントン (2013年-2014年・2021年-2022年、 ブラジル)
- GK アレックス・サンターナ (2013年、 ブラジル)
- FW ステボ (2013年、 北マケドニア、 セルビア)
- MF エデル (2014年、 ブラジル)
- GK 李昊乗 (イ・ホスン) (2015年、 韓国)
- DF アンドレ・バイア (2015年-2018年、 ブラジル)
- DF 金鐘必 (キム・ジョンピル) (2015年、 韓国)
- FW アリソン (2015年、 ブラジル)
- FW ブルーノ・セザル (2015年、 ブラジル)
- FW アモリン (2015年、 ブラジル)
- MF パウリーニョ (2016年、 ブラジル)
- GK タンドウ・ベラピ (2016年-2017年、 オーストラリア)
- DF 朴兌桓 (パク・テファン) (2016年、 韓国)
- FW ウェズレー (2016年、 ブラジル)
- FW ジネイ (2016年-2017年、 ブラジル)
- MF シキーニョ (2017年、 ブラジル)
- FW ドラガン・ムルジャ (2017年、 セルビア)
- MF ミキッチ (2018年、 クロアチア)
- FW 李庭協 (イ・ジョンヒョプ) (2018年、 韓国)
- FW アレン・ステバノヴィッチ (2018年、 セルビア)
- DF デュマス (2019年、 ブラジル)
- DF フレイレ (2019年、 ブラジル)
- MF レレウ (2019年、 ブラジル)
- GK 金旻準(キム・ミンジュン) (2019年-2020年、 韓国)
- FW トカチ (2019年、 ドイツ、 トルコ)
- FW クリスラン (2019年、 ブラジル)
- FW タリク (2020年-2023年、 ノルウェー、 モロッコ)
- MF オリベイラ (2020年-2021年、 ブラジル)
- FW ウェリントン・ジュニオール (2021年、 ブラジル)
- MF ミケル・アグ (2022年-2023年、 ナイジェリア)
- GK 宋範根 (ソン・ボムグン) (2023年-2024年、 韓国)
- DF 金眠泰 (キム・ミンテ) (2023年-、 韓国)
- FW ルキアン (2024年-2025年、 ブラジル)
- FW ルイス・フェリッピ (2024年-、 ブラジル)
- MF ゼ・ヒカルド (2025年-、 ブラジル)

### SC相模原
- DF ウェズレイ (2013年-2014年、 ブラジル)
- MF フェアー・モービー (2014年-2015年、 アメリカ合衆国)
- MF トロ (2014年-2015年・2016年・2018年、 ブラジル)
- FW レオジーニョ (2015年、 ブラジル)
- FW タレス (2015年、 ブラジル)
- DF ルーカス (2016年、 ブラジル)
- FW アレシャンドレ (2016年、 ブラジル)
- FW シンバ (2016年、 ブラジル)
- MF 金竜滉 (キム・ヨンファン) (2016年、 韓国)
- FW 呉大陸 (ゴ・ダイム) (2017年、 韓国)
- DF ブレーノ・セザル (2017年、 ブラジル)
- MF サムエル・アウベス (2017年-2018年、 ブラジル)
- FW ジョン・ガブリエル (2017年-2019年、 ブラジル)
- FW チッキーニョ (2018年、 ブラジル)
- GK 金炫成 (キム・ヒョンソン) (2018年、 韓国)
- DF 李縝奕 (リ・ジンヒョク) (2018年、 韓国)
- FW モルベッキ (2018年、 ブラジル)
- DF アルトゥール (2019年、 ブラジル)
- DF ルーカス (2019年、 ブラジル)
- MF ジオヴァンニ (2019年、 ブラジル)
- MF ミルトン (2019年-2020年、 ブラジル)
- FW ギリェルミ (2019年、 ブラジル)
- FW 松岡ジョナタン (2019年、 パラグアイ)
- DF 磪持赫 (チェ・ジヒョク) (2019年、 韓国)
- MF ヴィニシウス (2019年、 ブラジル)
- GK ビクトル (2020年、 スペイン)
- FW ホムロ (2020年-2021年、 ブラジル)
- MF 鄭寅權 (ジョン・イングォン) (2020年-2021年、 韓国)
- FW ユーリ (2020年-2021年、 ブラジル)
- GK アジェノール (2021年、 ブラジル)
- DF クンデ (2021年、 ブラジル)
- DF パブロ・ヒアン (2024年、 ブラジル)
- MF ファブリシオ・バイアーノ (2024年、 ブラジル)
- FW ブルーノ・サントス (2024年、 ブラジル)
- GK バウマン (2025年-、 ドミニカ共和国、 スイス)
- DF ピトリック (2025年-、 ポーランド、 ドイツ)
- MF モゥローン (2025年、 フランス)
- FW ラファエル・フルタード (2025年-、 ブラジル)
- FW イスマイラ (2025年-、 ナイジェリア)

### ヴァンフォーレ甲府
- MF アントニオ (2000年、 ブラジル)
- FW ルイス (2000年、 ブラジル)
- MF ブルカ (2000年、 ルーマニア)
- FW 金晃正 (キム・ファンジョン) (2000年-2001年、 韓国)
- DF フレイタス (2001年、 ブラジル)
- FW デイリ (2001年、 ブラジル)
- MF ヴァギネル (2001年、 ブラジル)
- MF アレックス (2001年、 ブラジル)
- DF アライール (2002年-2006年、 ブラジル)
- FW ジョルジーニョ (2002年-2003年、 ブラジル)
- MF ジュニーニョ (2003年、 ブラジル)
- FW バロン (2004年、 ブラジル)
- MF エメルソン (2004年、 ブラジル)
- FW カレカ (2004年、 ブラジル)
- DF レ (2004年、 ブラジル)
- DF アレックス・オリベイラ (2005年、 ブラジル)
- FW バレー (2005年-2006年・2015年、 ブラジル)
- MF ビジュ (2006年、 ブラジル)
- MF ネト (2006年、 ブラジル)
- FW ジョジマール (2006年-2007年・2008年、 ブラジル)
- FW アルベルト (2007年、 ブラジル)
- FW ラドンチッチ (2007年、 モンテネグロ)
- FW ブルーノ (2008年、 ブラジル)
- FW サーレス (2008年、 ブラジル)
- FW マラニョン (2008年-2010年・2015年、 ブラジル)
- DF ダニエル (2009年-2011年、 ブラジル)
- FW 金信泳 (キム・シンヨン) (2009年-2011年、 韓国)
- DF ウェベルトン (2009年、 ブラジル)
- FW ガウボン (2009年、 ブラジル)
- FW パウリーニョ (2010年-2011年、 ブラジル)
- MF フジネイ (2011年、 ブラジル)
- FW ダヴィ (2011年-2012年・2016年、 ブラジル)
- DF 金珍圭 (キム・ジンギュ) (2011年、 韓国)
- DF ドウグラス (2012年-2013年、 ブラジル)
- FW レナト (2012年、 ブラジル)
- MF ピンバ (2012年、 ブラジル)
- MF 崔誠根 (チェ・ソングン) (2012年-2013年、 韓国)
- MF フェルナンジーニョ (2012年、 ブラジル)
- FW レニー (2013年、 ブラジル)
- FW ウーゴ (2013年、 ブラジル)
- FW オルティゴサ (2013年、 パラグアイ)
- MF マルキーニョス・パラナ (2013年-2016年、 ブラジル)
- FW ジウシーニョ (2013年-2015年、 ブラジル)
- FW パトリック (2013年、 ブラジル)
- FW ポッチケ (2013年、 ブラジル)
- MF クリスティアーノ (2014年・2016年・2023年、 ブラジル)
- MF イルファン (2014年、 インドネシア)
- FW キリノ (2014年、 ブラジル、 東ティモール)
- MF ブルーノ・ジバウ (2015年、 ブラジル)
- FW ウィリアム・エンリケ (2015年、 ブラジル)
- FW アドリアーノ (2015年、 ブラジル)
- DF ジウトン (2016年、 ブラジル)
- FW ニウソン (2016年、 ブラジル)
- MF ビリー・セレスキー (2016年、 オーストラリア)
- FW チュカ (2016年、 ナイジェリア)
- FW ドゥドゥ (2016年-2017年・2019年-2020年、 ブラジル)
- FW ウイルソン (2017年、 ブラジル)
- DF エデル・リマ (2017年-2019年、 ブラジル)
- FW ガブリエル (2017年、 ブラジル)
- MF オリヴァー・ボザニッチ (2017年、 オーストラリア)
- FW ジュニオール・バホス (2017年-2020年、 ブラジル)
- FW リンス (2017年-2018年、 ブラジル)
- FW ビリー (2017年、 オーストラリア)
- DF 邊峻範 (ビョン・ジュンボン) (2018年、 韓国)
- FW ジネイ (2018年、 ブラジル)
- FW ジエゴ (2018年、 ブラジル)
- MF フェフージン (2018年、 ブラジル)
- FW ピーター・ウタカ (2019年・2023年-2024年、 ナイジェリア)
- FW アラーノ (2019年、 ブラジル)
- FW ラファエル (2020年、 ブラジル、 トルコ)
- DF メンデス (2020年-2021年、 ブラジル)
- FW ウィリアン・リラ (2021年-2022年、 ブラジル)
- FW パウロ・バイヤ (2021年、 ブラジル)
- DF レナト・ヴィスキ (2022年、 ブラジル)
- FW ブルーノ・パライバ (2022年、 ブラジル)
- DF フォゲッチ (2022年、 ブラジル)
- DF エドゥアルド・マンシャ (2022年-、 ブラジル)
- FW イゴール (2022年、 ブラジル、 イタリア)
- FW ジェトゥリオ (2022年-2023年、 ブラジル)
- GK マイケル・ウッド (2023年、 ニュージーランド、 オランダ)
- FW ルーカス・マセド (2023年、 ブラジル)
- DF 孫大河 (ソン・タイガ) (2024年-、 韓国)
- MF ヘナト・アウグスト (2024年-、 ブラジル)
- FW アダイウトン (2024年、 ブラジル)
- FW ファビアン・ゴンザレス (2024年、 コロンビア)
- GK 高奉助（コ・ボンジョ） (2024年、 韓国)
- FW マクーラ (2024年、 ブラジル)
- FW マテウス・レイリア（2025年-、 ブラジル）
- GK イ・ミンギ (2025年-、 韓国)
- MF ヴァウ・ソアレス（2025年-、 ブラジル）
- FW ネーミアス（2025年-、 ブラジル）
- FW ミカエル・ドカ（2025年-、 ブラジル）

## 北信越

### 松本山雅FC
- DF 李鍾民 (イ・ジョンミン) (2011年-2012年、 韓国)
- FW エイジソン (2012年、 ブラジル)
- MF 尹誠悦 (ユン・ソンヨル) (2012年-2014年、 韓国)
- FW 崔守斌 (チェ・スビン) (2012年、 韓国)
- MF チアゴ・シルヴァ (2012年、 ブラジル)
- FW アリソン・リカルド (2012年、 ブラジル)
- FW ホドリゴ・カベッサ (2013年、 ブラジル)
- MF 朴光一 (パク・カンイル) (2013年-2014年、 韓国)
- FW フェリペ・アウベス (2013年、 ブラジル)
- FW サビア (2014年、 ブラジル)
- FW 李俊協 (イ・ジュンヒョブ) (2014年、 韓国)
- MF ドリバ (2015年、 ブラジル)
- FW オビナ (2015年-2016年、 ブラジル)
- MF エリック (2015年、 ブラジル)
- FW ウィリアンス (2015年-2016年、 ブラジル)
- MF 金甫炅 (キム・ボギョン) (2015年、 韓国)
- FW 韓承炯 (ハン・スンヒョン) (2016年、 韓国)
- MF パウリーニョ (2016年-2019年・2022年-2023年、 ブラジル)
- GK 高東民 (ゴ・ドンミン) (2017年-2022年、 韓国)
- DF 呂成海 (ヨ・ソンヘ) (2017年、 韓国)
- DF ジエゴ (2017年、 ブラジル)
- MF セルジーニョ (2017年-2020年・2021年、 ブラジル)
- FW ダヴィ (2017年、 ブラジル)
- DF 趙珍友 (ジョ・ジヌ) (2018年-2019年、 韓国)
- DF アンダース・アプリン (2018年、 シンガポール)
- FW ジネイ (2018年、 ブラジル)
- FW レアンドロ・ペレイラ (2019年、 ブラジル)
- DF エドゥアルド (2019年、 ブラジル)
- FW イズマ (2019年-2020年、 ギニアビサウ、 ポルトガル)
- MF アウグスト (2020年、 ブラジル)
- MF アルヴァロ・ロドリゲス (2020年、 ブラジル)
- FW ジャエル (2020年、 ブラジル)
- FW 韓勇太 (ハン・ヨンテ) (2020年、 北朝鮮)
- FW ルカオ (2021年-2022年、 ブラジル)
- GK ビクトル (2022年-2024年、 スペイン)
- FW ルーカス・ヒアン (2023年、 ブラジル)
- GK キム・ジュンヒョン (2025年-、 韓国)
- DF チアゴ・サンタナ (2025年-、 ブラジル)
- FW ルーカス・バルガス (2025年-、 ブラジル)

### AC長野パルセイロ
- GK 金永基 (キム・ヨンギ) (2014年-2016年、 韓国)
- MF 髙慶汰 (コ・キョンテ) (2014年-2016年、 韓国)
- FW ムリロ・アルメイダ (2015年、 ブラジル、 東ティモール)
- DF 朴建 (パク・ゴン) (2015年-2016年、 韓国)
- FW 金信泳 (キム・シンヨン) (2015年、 韓国)
- GK ジョニー・レオーニ (2016年、 スイス)
- FW コンハード (2016年、 ブラジル)
- GK リュウ・ヌグラハ (2019年・2022年-2024年、 インドネシア)
- GK 王暁峰 (ワン・シャオフェン) (2020年-2021年、 中国)
- GK 金珉浩 (キム・ミノ) (2021年-、 韓国)
- MF 朴秀彬 (パク・スビン) (2024年、 韓国)
- MF 李承沅（イ・スンウォン） (2024年-、 韓国)
- MF イム・ジフン (2025年-、 韓国)
- MF ターレス (2025年-、 ブラジル)

### アルビレックス新潟
- MF リカルド (1999年、 ブラジル)
- FW サウロ (1999年、 ブラジル)
- DF セルジオ (1999年-2002年、 ブラジル)
- MF マルコ (2000年、 ブラジル)
- FW ナシメント (2000年、 ブラジル)
- MF ソウザ (2001年、 ブラジル)
- FW リンドマール (2001年、 ブラジル)
- MF マルキーニョ (2001年、 ブラジル)
- FW アンドラジーニャ (2001年、 ブラジル)
- MF ベット (2002年、 ブラジル)
- MF 安英学 (アン・ヨンハッ) (2002年-2004年、朝鮮)
- FW マルクス (2002年-2003年、 ブラジル)
- MF ファビーニョ (2003年-2006年、 ブラジル)
- DF アンデルソン (2003年-2004年、 ブラジル)
- FW ジェイウソン (2003年、 ブラジル)
- FW エジミウソン (2004年-2007年、 ブラジル)
- MF ホベルト (2004年、 ブラジル)
- FW オゼアス (2004年、 ブラジル)
- DF アンデルソン・リマ (2005年、 ブラジル)
- FW ネット (2005年、 ブラジル)
- FW マルセウ (2005年、 ブラジル)
- MF シルビーニョ (2006年-2007年、 ブラジル)
- MF マルシオ・リシャルデス (2007年-2010年、 ブラジル)
- FW アレッサンドロ (2008年、 ブラジル)
- FW ダヴィ (2008年、 ブラジル)
- DF マイケル・ジェームズ (2008年、 ニュージーランド→日本)
- MF アウグスト (2008年、 ブラジル)
- DF ジウトン (2009年、 ブラジル)
- FW ペドロ・ジュニオール (2009年、 ブラジル)
- FW エヴェルトン・サントス (2009年、 ブラジル)
- FW 曺永哲 (チョ・ヨンチョル) (2009年-2011年・2019年、 韓国)
- MF ミシェウ (2010年-2012年、 ブラジル)
- FW ファグネル (2010年、 ブラジル)
- MF ジョン・パウロ (2010年-2011年、 ブラジル)
- FW ブルーノ・ロペス (2011年-2013年、 ブラジル)
- FW アンデルソン (2011年、 ブラジル)
- MF ハファエル (2011年、 ブラジル)
- MF 金永根 (キム・ヨングン) (2012年、 韓国)
- DF 金珍洙 (キム・ジンス) (2012年-2014年、 韓国)
- MF アラン・ミネイロ (2012年、 ブラジル)
- DF 金根煥 (キム・クナン) (2013年、 韓国)
- MF レオ・シルバ (2013年-2016年、 ブラジル)
- MF ホージェル・ガウーショ (2013年-2014年、 ブラジル)
- DF 宋株熏 (ソン・ジュフン) (2014年-2015年・2017年-2018年、 韓国)
- DF 李明載 (イ・ミョンジェ) (2014年、 韓国)
- FW ラファエル・シルバ (2014年-2016年、 ブラジル)
- DF コルテース (2015年-2016年、 ブラジル)
- DF 林裕煥 (イム・ユファン) (2015年-2016年、 韓国)
- FW ラファエル・ハットン (2015年、 ブラジル)
- FW カリウ (2016年、 ブラジル)
- MF ロメロ・フランク (2017年、 ペルー→日本)
- MF チアゴ・ガリャルド (2017年、 ブラジル)
- MF ジャン・パトリック (2017年、 ブラジル)
- FW ホニ (2017年-2018年、 ブラジル)
- FW ドウグラス・タンキ (2017年、 ブラジル)
- FW ターレス (2018年、 ブラジル)
- GK アレックス・ムラーリャ (2018年、 ブラジル)
- FW ブルーノ・メネゲウ (2018年、 ブラジル)
- MF カウエ (2018年-2019年、 ブラジル)
- FW ヘイス (2018年、 ブラジル)
- DF パウロン (2019年、 ブラジル)
- MF サムエル・サントス (2019年、 ブラジル)
- MF シルビーニョ (2019年-2020年、 ブラジル)
- FW フランシス (2019年、 ブラジル)
- FW レオナルド (2019年、 ブラジル)
- DF マウロ (2020年、 アルゼンチン)
- MF ゴンサロ・ゴンザレス (2020年-2021年、 ウルグアイ)
- FW ファビオ (2020年、 ブラジル)
- FW ペドロ・マンジー (2020年、 スペイン)
- FW 鄭大世 (チョン・テセ) (2020年、 韓国[1])
- DF トーマス・デン (2022年-2024年、 オーストラリア、 南スーダン)
- MF イッペイ・シノヅカ（2022年、 ロシア)
- FW アレクサンドレ・ゲデス (2022年、 ポルトガル)
- MF ダニーロ・ゴメス (2023年-、 ブラジル)
- FW グスタボ・ネスカウ (2023年、 ブラジル)
- DF ジェイソン・ゲリア (2025年-、 オーストラリア、 ウガンダ)
- MF ミゲル・シルヴェイラ (2025年-、 ブラジル)
- FW マテウス・モラエス (2025年-、 ブラジル)
- FW アブデルラフマン・ブーダ・サイディ (2025年-、 スウェーデン)

### カターレ富山
- DF 金明輝 (キン・ミョンヒ) (2008年-2010年、 韓国)
- MF 姜鉉守 (カン・ヒョンス) (2008年-2010年、朝鮮)
- MF 徐庸徳 (ソ・ヨンドク) (2011年-2014年、 韓国)
- DF 梁海俊 (ヤン・ヘジュン) (2013年-2014年、 韓国)
- MF 金永根 (キム・ヨングン) (2013年-2014年、 韓国)
- DF 高准翼 (コ・ジュンイ) (2014年、 中国)
- DF 朴台洪 (パク・テホン) (2014年、 韓国)
- FW 李在原 (イ・ジェウォン) (2015年、 韓国)
- MF タム・シイアンツン (2015年、 マレーシア)
- FW パブロ (2017年、 ブラジル)
- FW 韓承炯 (ハン・スンヒョン) (2017年、 韓国)
- FW ホドリゴ・カベッサ (2017年、 ブラジル)
- MF ルーカス・ダウベルマン (2018年-2020年、 ブラジル)
- DF 松坂暖 (マツザカ・ダン) (2018年、 イングランド)
- FW マテウス・レイリア（2021年-2024年、 ブラジル）
- MF ガブリエル・エンリケ (2022年-、 ブラジル)
- MF アルトゥール・シルバ (2022年-2023年、 ブラジル)
- FW ルイス・エンリケ (2022年、 ブラジル)
- MF 陳彬彬 (チェン・ビンビン) (2022年、 中国)
- GK 高奉助（コ・ボンジョ） (2025年-、 韓国)

### ツエーゲン金沢
- DF 崔智勲 (チェ・ジフン) (2013年-2014年、 韓国)
- DF 姜成浩 (カン・ソンホ) (2014年、朝鮮)
- DF 車永煥 (チャ・ヨンファン) (2015年、 韓国)
- FW ジャーン・モーゼル (2015年、 ブラジル)
- DF メンデス (2015年-2017年、 ブラジル)
- FW ロマリーニョ (2016年、 ブラジル)
- DF 金栄憲 (キム・ヨンホン) (2016年、 韓国)
- MF 金泰成 (キム・テソン) (2016年-2017年、 韓国)
- FW 安柄俊 (アン・ビョンジュン) (2016年、朝鮮)
- FW ダビ (2016年、 ブラジル)
- DF 邊峻範 (ビョン・ジュンボン) (2017年、 韓国)
- DF アラン (2018年-2019年、 ブラジル)
- FW マラニョン (2018年、 ブラジル)
- FW クルーニー (2019年、 コスタリカ)
- DF ホドルフォ (2020年-2021年、 ブラジル)
- FW ルカオ (2020年、 ブラジル)
- DF 孫大河 (ソン・タイガ) (2022年-2023年、 韓国)
- DF 朴俊誓（パク・ジュンソ） (2023年、 韓国)
- DF レオ・バイーア (2023年、 ブラジル)
- FW ジェフェルソン・バイアーノ (2023年-2024年、 ブラジル)
- DF ペク・インファン (2024年、 韓国)
- FW マリソン (2024年、 ブラジル)
- FW パトリック (2025年-、 ブラジル)
- DF ジェフェルソン・ジャリ (2025年-、 ブラジル)

## 東海

### 清水エスパルス
- MF サントス (1992年-1996年、 ブラジル→日本)
- FW トニーニョ (1992年-1994年、1995年-1996年、 ブラジル)
- MF ミランジーニャ (1992年、 ブラジル)
- DF マルコ・アントニオ (1992年-1993年、 ブラジル)
- MF エドゥー (1993年、 ブラジル)
- DF ゴメス (1993年、 ブラジル)
- GK シジマール (1993年-1994年、1995年、 ブラジル)
- FW マルコーン (1993年、 ブラジル)
- DF ロナウド (1994年-1995年、 ブラジル)
- FW ジェルソン (1994年、 ブラジル)
- MF ジャウミーニャ (1994年、 ブラジル)
- MF ジアス (1995年-1996年、 ブラジル)
- FW マッサーロ (1995年-1996年、 イタリア)
- FW マルコ (1995年、 ブラジル)
- MF サントス (1995年-2000年、 ブラジル)
- DF マルセロ (1995年-1996年、 ブラジル)
- MF オリバ (1996年-1998年・2000年、 アルゼンチン)
- MF アレックス (1997年-2003年、 ブラジル→日本)
- DF ボウエン (1997年、 ウェールズ)
- FW ファビーニョ (1998年-2000年、 ブラジル)
- MF サーグッド (2000年、 イングランド)
- FW バロン (2001年-2002年、 ブラジル)
- DF アライール (2001年-2002年、 ブラジル)
- MF ジュニーニョ (2002年、 ブラジル)
- DF ペツェル (2002年、 ボスニア・ヘルツェゴビナ)
- FW ツビタノヴィッチ (2002年、 クロアチア)
- FW 安貞桓 (アン・ジョンファン) (2002年-2003年、 韓国)
- DF エメルソン (2003年、 ブラジル)
- FW トゥット (2003年、 ブラジル)
- FW アラウージョ (2004年、 ブラジル)
- MF ファビーニョ (2004年、 ブラジル)
- FW ジャメーリ (2004年、 ブラジル)
- FW 曺宰溱 (チョ・ジェジン) (2004年-2007年、 韓国)
- MF 崔兌旭 (チェ・テウク) (2005年、 韓国)
- DF ロジェーリオ (2005年、 ブラジル)
- FW マルキーニョス (2005年-2006年、 ブラジル)
- FW アレシャンドレ (2006年-2007年、 ブラジル)
- MF フェルナンジーニョ (2007年-2008年、 ブラジル)
- FW アンデルソン (2007年、 ブラジル)
- FW 金東燮 (キム・ドンソプ) (2007年-2009年、 韓国)
- FW マルコス・アウレリオ (2008年、 ブラジル)
- MF マルコス・パウロ (2008年-2009年、 ブラジル)
- FW ヨンセン (2009年-2010年、 ノルウェー)
- DF ボスナー (2010年-2011年、 オーストラリア)
- FW アレックス (2011年-2012年、 オーストラリア)
- DF カルフィン・ヨン・ア・ピン (2011年-2015年、 オランダ)
- MF フレドリック・ユングベリ (2011年、 スウェーデン)
- DF 李記帝 (イ・キジェ) (2012年-2014年、 韓国)
- DF 姜成浩 (カン・ソンホ) (2012年、朝鮮)
- FW ジミー・フランサ (2012年、 ブラジル)
- FW 金賢聖 (キム・ヒョンソン) (2012年、 韓国)
- MF 李珉洙 (イ・ミンス) (2013年、 韓国)
- FW バレー (2013年、 ブラジル)
- FW ラドンチッチ (2013年、 モンテネグロ)
- DF ヤコヴィッチ (2014年-2016年、 カナダ)
- FW ノヴァコヴィッチ (2014年、 スロベニア)
- DF ブエノ (2014年、 ブラジル)
- FW ピーター・ウタカ (2015年、 ナイジェリア)
- FW ミッチェル・デューク (2015年-2018年、 オーストラリア)
- FW 鄭大世 (チョン・テセ) (2015年-2020年、 韓国[1])
- DF 邊峻範 (ビョン・ジュンボン) (2016年-2017年、 韓国)
- MF 金範容 (キム・ボムヨン) (2016年-2017年、 韓国)
- DF カヌ (2017年、 ブラジル)
- MF フレイレ (2017年-2018年、 ブラジル)
- FW チアゴ・アウベス (2017年、 ブラジル)
- DF 黄錫鎬 (ファン・ソッコ) (2018年-2020年、 韓国)
- FW クリスラン (2018年、 ブラジル)
- DF 呉少聰 (ウ・ショウツォン) (2018年、 中国)
- FW ドウグラス (2018年-2019年、 ブラジル)
- DF ヴァンデルソン (2019年、 ブラジル)
- DF エウシーニョ (2019年-2021年、 ブラジル)
- MF ヘナト・アウグスト (2019年-2023年、 ブラジル)
- FW ジュニオール・ドゥトラ (2019年-2020年、 ブラジル)
- GK ネト・ヴォルピ (2020年、 ブラジル)
- DF ヴァウド (2020年-2022年、 ブラジル)
- DF ノリエガ・エリック (2020年-2021年、 ペルー)
- FW ティーラシン・デーンダー (2020年、 タイ)
- FW カルリーニョス・ジュニオ (2020年-2024年、 ブラジル)
- FW チアゴ・サンタナ (2021年-2023年、 ブラジル)
- DF ウィリアム・マテウス (2021年、 ブラジル)
- GK 福井レオナルド明 (2021年、 ブラジル)
- MF ホナウド (2021年-2023年、 ブラジル)
- MF ベンジャミン・コロリ (2021年-2023年、 コソボ、 スイス、 アルバニア)
- FW 呉世勲 (オ・セフン) (2022年-2023年、 韓国)
- MF ヤゴ・ピカチュウ (2022年、 ブラジル)
- FW ルーカス・ブラガ (2024年-、 ブラジル)
- FW ドウグラス・タンキ (2024年-、 ブラジル)
- FW アブドゥル＝アジズ・ヤクブ (2024年、 ガーナ)
- MF カピシャーバ (2025年-、 ブラジル)
- MF マテウス・ブエノ (2025年-、 ブラジル)
- FW アフメド・アフメドフ (2025年-、 ブルガリア)
- DF マテウス・ブルネッティ (2025年-、 ブラジル)

### ジュビロ磐田
- MF バウテル (1993年-1994年、 ブラジル)
- MF ファネンブルグ (1993年-1996年、 オランダ)
- DF パウス (1994年-1995年、 オランダ)
- FW スキラッチ (1994年-1997年、 イタリア)
- MF ドゥンガ (1995年-1998年、 ブラジル)
- DF アジウソン (1997年-1999年、 ブラジル)
- FW マビリア (1997年、 ブラジル)
- FW アレサンドロ (1997年-1998年、 ブラジル)
- DF デジマール (1998年、 ブラジル)
- FW ラドチェンコ (1999年-2000年、 ロシア)
- MF ロベルト・トーレス (1999年-2000年、 パラグアイ)
- MF ジヴコヴィッチ (2000年-2003年、 ユーゴスラビア→ セルビア・モンテネグロ)
- GK ヴァン・ズワム (2000年-2003年、 オランダ)
- MF 金根哲 (キム・グンチョル) (2002年、 韓国)
- FW グラウ (2002年-2005年、 ブラジル)
- MF チャゴ (2003年、 ブラジル)
- MF ガヴィオン (2004年、 ブラジル)
- FW 崔龍洙 (チェ・ヨンス) (2005年、 韓国)
- DF 金珍圭 (キム・ジンギュ) (2005年-2006年、 韓国)
- FW カマラ (2005年、 セネガル)
- MF ファブリシオ (2006年-2007年、 ブラジル)
- MF マルキーニョス・パラナ (2007年、 ブラジル)
- MF エンリケ (2007年、 ブラジル)
- MF ジウシーニョ (2008年-2011年、 ブラジル)
- MF ロドリゴ (2008年-2009年、 ブラジル)
- FW 李根鎬 (イ・グノ) (2009年-2010年、 韓国)
- DF 李康珍 (イ・カンジン) (2010年-2011年、 韓国)
- DF 朴柱昊 (パク・チュホ) (2010年-2011年、 韓国)
- FW 黄誠秀 (ファン・ソンス) (2010年-2012年、朝鮮)
- MF ロドリゴ・ソウト (2011年-2012年、 ブラジル)
- FW 白星東 (ペク・ソンドン) (2012年-2014年、 韓国)
- DF 曺秉局 (チョ・ビョングク) (2012年-2013年、 韓国)
- FW 韓相云 (ハン・サンウン) (2012年、 韓国)
- MF 鄭又榮 (チョン・ウヨン) (2013年、 韓国)
- MF カルリーニョス (2013年、 ブラジル)
- MF フェルジナンド (2014年、 ブラジル)
- FW ポポ (2014年、 ブラジル)
- MF チンガ (2014年、 ブラジル)
- FW アダイウトン (2015年-2019年、 ブラジル)
- GK カミンスキー (2015年-2019年、 ポーランド)
- FW ジェイ (2015年-2016年、 イングランド)
- DF パパドプーロス (2016年、 ギリシャ、 オーストラリア)
- MF ムサエフ (2017年-2020年、 ウズベキスタン)
- DF ギレルメ (2018年、 ブラジル)
- FW モルベッキ (2018年、 ブラジル)
- DF エレン (2018年-2019年、 トルコ)
- FW ロドリゲス (2019年、 ルクセンブルク)
- FW ルキアン (2019年-2021年、 ブラジル)
- MF エベシリオ (2019年-2020年、 オランダ、 スリナム)
- DF ファビオ (2019年、 ブラジル)
- DF フォルリン (2020年、 アルゼンチン)
- FW ルリーニャ (2020年、 ブラジル)
- FW ファビアン・ゴンザレス (2021年-2023年、 コロンビア)
- GK アレクセイ・コシェレフ（2021年-2022年、 モルドバ、 ルーマニア）
- DF リカルド・グラッサ (2022年-、 ブラジル)
- MF ドゥドゥ (2022年-2023年、 ブラジル)
- DF 李京樹 (リ・キョンス) (2023年、 北朝鮮)
- MF レオ・ゴメス (2024年-2025年、 ブラジル)
- MF ブルーノ・ジョゼ (2024年、 ブラジル)
- MF 朴勢己 (パク・セギ) (2024年-2025年、朝鮮)
- FW ウェベルトン (2024年、 ブラジル)
- FW マテウス・ペイショット (2024年-、 ブラジル)
- MF ジョルディ・クルークス (2024年-、 ベルギー)
- MF ハッサン・ヒル (2024年-、 イスラエル)
- DF ヤン・ファンデンベルフ (2025年-、 ベルギー)
- FW ポラメート・アーウィライ (2025年-、 タイ)
- MF グスタボ・シルバ (2025年-、 ブラジル)

### 藤枝MYFC
- GK 朴一圭 (パク・イルギュ) (2012年・2014年-2015年、 韓国)
- DF デズモンド (2012年・2014年、 イタリア)
- DF ラドスラフ・カミンスキー (2015年、 ポーランド)
- FW チャン・ワタナカ (2017年、 カンボジア)
- DF 權英鎬 (クォン・ヨンホ) (2017年、 韓国)
- GK シジマール (2017年、 ブラジル)
- GK 李在根 (リ・チェグン) (2018年、朝鮮)
- DF 金聖基 (キム・ソンギ) (2018年、朝鮮)
- GK シューラー・マテウス (2021年、 ブラジル)
- DF 金正也 (キム・ジョンヤ) (2021年、朝鮮)
- DF カウアン (2022年-2023年、 ブラジル)
- MF ペドロ (2022年-2023年、 ブラジル)
- FW アンデルソン (2023年-、 ブラジル)
- FW レオナルド (2023年、 ブラジル)
- DF ウエンデル (2024年、 ブラジル)
- DF カルリーニョス (2024年、 ブラジル)
- DF ホッキ・ジュニオール (2025年-、 ブラジル)
- FW ディアマンカ・センゴール (2025年-、 セネガル、 スペイン)

### アスルクラロ沼津
- GK 朴昇利 (パク・スンリ) (2019年-2021年、朝鮮)
- FW ハディ・ファイヤッド (2021年-2022年、 マレーシア)
- MF ブイ・ゴック・ロン (2022年、 ベトナム)
- FW グエン・ゴック・ハウ (2022年、 ベトナム)
- FW グエン・バン・ソン (2022年、 ベトナム)
- DF ラウール・スダティ (2023年、 ブラジル)
- FW イゴール・ガブリエル (2023年、 ブラジル)
- DF グスタボ・リッシ (2024年-、 ブラジル)
- FW ウェベルトン (2025年-、 ブラジル)
- GK ジローン・ゲギム (2025年-、 ドイツ)
- DF ルーカス・セナ (2025年-、 ブラジル)
- MF エンリック・マルティネス (2025年-、 スペイン)

### 名古屋グランパス
- FW ジョルジーニョ (1990年-1994年、 ブラジル)
- GK ディド (1992年-1994年、 オランダ→日本)
- DF ガルサ (1992年-1994年、 ブラジル)
- FW リネカー (1993年-1994年、 イングランド)
- MF ピッタ (1993年、 ブラジル)
- FW エリベウトン (1993年-1994年、 ブラジル)
- MF ストイコビッチ (1994年-2001年、 ユーゴスラビア→ セルビア・モンテネグロ)
- FW ビニッチ (1994年、 ユーゴスラビア)
- DF トーレス (1995年-1999年、 ブラジル)
- MF デュリックス (1995年-1996年、 フランス)
- MF パシ (1995年、 フランス)
- FW オリビエ (1996年、 コートジボワール)
- FW トーマス (1996、 ポーランド)
- MF リカルジーニョ (1997年、 ブラジル)
- MF バウド (1997年-1998年、 ブラジル、 ポルトガル)
- MF アルー (1998年、 フランス)
- MF ウリダ (1998年-2002年、 オランダ)
- DF ホミルド (2000年、 ブラジル)
- FW ウェズレイ (2000年-2005年、 ブラジル)
- FW アドリアーノ (2001年、 ブラジル)
- FW マルセロ (2001年-2002年、 ブラジル)
- MF 鄭容臺 (チョン・ヨンデ) (2002年・2003年-2004年、 韓国)
- FW ヴァスティッチ (2002年-2003年、 オーストリア)
- DF パナディッチ (2002年-2004年、 クロアチア)
- FW マルケス (2003年-2005年、 ブラジル)
- FW ジョルジーニョ (2004年、 ブラジル)
- MF クライトン (2004年-2005年、 ブラジル)
- MF 安英学 (アン・ヨンハッ) (2005年、朝鮮)
- MF セバスティアン (2005年、 アルゼンチン)
- FW エドアルド (2005年、 ブラジル)
- FW ルイゾン (2005年、 ブラジル)
- MF 金正友 (キム・ジョンウ) (2006年-2007年、 韓国)
- DF スピラール (2006年-2007年、 スロバキア)
- FW ヨンセン (2006年-2008年、 ノルウェー)
- DF バヤリッツァ (2008年-2009年、 セルビア)
- MF マギヌン (2008年-2010年、 ブラジル)
- FW ダヴィ (2009年、 ブラジル)
- FW ケネディ (2009年-2014年、 オーストラリア)
- MF ブルザノビッチ (2009年-2011年、 モンテネグロ)
- MF ダニルソン (2010年-2015年、 コロンビア)
- DF ダニエル (2012年-2013年、 ブラジル)
- MF ヤキモフスキー (2013年、 北マケドニア)
- FW チアゴ (2013年、 ブラジル)
- MF ヘジス (2014年、 ブラジル)
- MF レアンドロ・ドミンゲス (2014年-2015年、 ブラジル)
- FW グスタボ (2014年-2016年、 ブラジル)
- FW ノヴァコヴィッチ (2015年、 スロベニア)
- MF 李承煕 (イ・スンヒ) (2016年、 韓国)
- FW シモビッチ (2016年-2017年、 スウェーデン)
- DF オーマン (2016年、 スウェーデン)
- MF 河大成 (ハ・デソン) (2016年、 韓国)
- DF シャルレス (2017年、 ブラジル)
- MF ワシントン (2017年-2018年、 ブラジル)
- FW フェリペ・ガルシア (2017年、 ブラジル)
- DF 林承謙 (イム・スンギョム) (2017年、 韓国)
- MF ガブリエル・シャビエル (2017年-2021年、 ブラジル)
- GK ランゲラック (2018年-2024年、 オーストラリア)
- FW ジョー (2018年-2020年、 ブラジル)
- DF ホーシャ (2018年、 ブラジル)
- MF エドゥアルド・ネット (2018年-2019年、 ブラジル)
- FW マテウス・カストロ (2019年-2023年・2025年-、 ブラジル)
- MF ジョアン・シミッチ (2019年-2020年、 ブラジル)
- DF 呉宰碩 (オ・ジェソク) (2020年、 韓国)
- FW シュヴィルツォク (2021年-2022年、 ポーランド)
- MF 金眠泰 (キム・ミンテ) (2021年、 韓国)
- DF チアゴ (2022年、 ブラジル)
- MF レオ・シルバ (2022年、 ブラジル)
- FW レオナルド (2022年-2023年、 ブラジル)
- FW キャスパー・ユンカー (2023年-、 デンマーク)
- FW ターレス (2023年-2024年、 ブラジル)
- DF 河昌來 (ハ・チャンレ) (2024年、 韓国)
- FW パトリック (2024年、 ブラジル)
- MF ホセ・カラバリ (2024年、 エクアドル)
- FW アヴェレーテ・イーブス (2024年-2025年、 トーゴ)

### FC岐阜
- MF 李成浩 (リ・ソンホ) (2006年-2008年、朝鮮)
- FW 姜曉一 (カン・ヒョイル) (2008年、 韓国)
- MF 徐冠秀 (ソウ・クァンス) (2009年、 韓国)
- FW 朴俊慶 (パク・チュンギョン) (2009年-2010年、 韓国)
- FW 車東訓 (チャ・ドンフン) (2009年、 韓国)
- DF フラビオ・ペレイラ (2010年-2011年、 ブラジル)
- MF サイモン・ガブリエル (2010年、 ブラジル)
- FW 朴基棟 (パク・キドン) (2010年、 韓国)
- DF ラファエル (2011年、 ブラジル)
- MF 李漢宰 (リ・ハンジェ) (2011年-2013年、朝鮮)
- FW エフライン・リンタロウ (2011年、 ブラジル)
- FW ブルーノ (2011年-2012年、 ブラジル)
- DF 金東權 (キム・ドングォン) (2012年、 韓国)
- MF 金正賢 (キム・ジョンヒョン) (2012年、 韓国)
- FW アブダ (2012年、 ブラジル)
- FW ダニロ (2012年、 ブラジル)
- DF デズモンド (2013年、 イタリア)
- FW ファビオ (2013年、 ブラジル)
- FW レモス (2013年、 ブラジル)
- MF 都東顕 (ド・ドンヒョン) (2013年-2014年、 韓国)
- FW バージェ (2013年、 北マケドニア)
- MF スティッペ (2013年-2014年、 クロアチア)
- MF ヘニキ (2014年-2015年・2017年・2022年、 ブラジル)
- FW チアゴ (2014年、 ブラジル)
- FW ナザリト (2014年、 コロンビア)
- FW クレイトン・ドミンゲス (2014年、 ブラジル)
- MF 尹昌洙 (ユン・チャンス) (2015年、朝鮮)
- FW ロドリゴ (2015年、 ブラジル)
- FW レオミネイロ (2015年-2016年、 ブラジル)
- FW ジウシーニョ (2015年、 ブラジル)
- FW エヴァンドロ (2016年、 ブラジル)
- MF レオナルド・ロシャ (2016年、 ブラジル)
- DF ウェリントン・ロシャ (2016年、 ブラジル、 東ティモール)
- MF 崔誠根 (チェ・ソングン) (2016年、 韓国)
- MF シシーニョ (2017年、 スペイン)
- GK ビクトル (2017年-2019年、 スペイン)
- FW クリスチャン (2017年、 ブラジル)
- FW ライアン・デ・フリース (2018年-2019年、 ニュージーランド)
- MF エセキエル・ハム (2018年、 アルゼンチン)
- MF 禹相皓 (ウ・サンホ) (2018年、 韓国)
- MF 全山海 (チョン・サネ) (2018年、 韓国)
- FW ミシャエル (2018年-2019年、 ブラジル)
- DF タビナス・ジェファーソン (2019年、 フィリピン)
- MF フレデリック (2019年、 ガボン、 フランス)
- MF 咸泳俊 (ハム・ヨンジュン) (2019年-2020年、 韓国)
- GK ヤン＝オレ・ジーバース (2019年、 ドイツ)
- FW ジュニオール・バホス (2019年、 ブラジル)
- GK 朴成洙 (パク・ソンス) (2020年、 韓国)
- MF 金虎 (キム・ホ) (2020年-2021年、 韓国)
- MF レレウ (2020年-2021年、 ブラジル)
- DF パウロン (2020年-2021年、 ブラジル)
- GK 大野哲煥 (オオノ・チョルファン) (2021年-2023年、 韓国)
- DF カルフィン・ヨン・ア・ピン (2021年、 オランダ)
- DF フレイレ (2022年、 ブラジル)
- MF 文仁柱 (ムン・インジュ) (2024年-、 北朝鮮)
- FW 李勇載 (イ・ヨンジェ) (2024年、 韓国)
- GK セランテス (2025年-、 スペイン)
- DF キム・ユゴン (2025年-、 韓国)
- FW ドゥドゥ (2025年-、 ブラジル)

## 関西

### 京都サンガF.C.
- FW バウタザール (1995年-1996年、 ブラジル)
- DF カルロス (1995年-1997年、 ブラジル)
- FW エジミウソン (1995年-1996年・1998年、 ブラジル)
- DF フラビオ (1996年、 ブラジル)
- MF アレシャンドレ (1996年、 ブラジル)
- DF セルジオ・ソアレス (1996年、 ブラジル)
- FW ハウジネイ (1996年、 ブラジル)
- FW クレーベル (1997年、 ブラジル)
- DF カポネ (1997年、 ブラジル)
- MF ダニエル (1997年、 ブラジル)
- MF ミネイロ (1997年、 ブラジル)
- MF シーラス (1998年-1999年、 ブラジル)
- MF 朴康造 (パク・カンジョ) (1998年-1999年、 韓国)
- DF ジュニオール (1998年、 ブラジル)
- MF アマリウド (1998年、 ブラジル)
- DF シジクレイ (1999年・2008年-2009年、 ブラジル)
- FW パウロ・マギノ (1999年、 ブラジル)
- FW ナシメント (1999年、 ブラジル)
- DF エジーニョ・バイアーノ (2000年、 ブラジル)
- FW ヘジス (2000年、 ブラジル)
- MF ファブリッシオ (2000年、 ブラジル)
- MF 朴智星 (パク・チソン) (2000年-2002年、 韓国)
- MF ソーヴィシュ (2001年、 ポーランド)
- FW 安孝錬 (アン・ヒョヨン) (2001年-2002年、 韓国)
- DF ゼリッチ (2002年、 オーストラリア)
- FW リチャル (2002年、 パラグアイ)
- DF サナブリア (2002年、 パラグアイ)
- MF 高宗秀 (コ・ジョンス) (2003年、 韓国)
- FW マルキーニョス (2003年、 ブラジル)
- DF 林裕煥 (イム・ユファン) (2003年、 韓国)
- MF ビジュ (2003年-2004年、 ブラジル)
- FW レジ (2003年、 オランダ)
- FW 崔龍洙 (チェ・ヨンス) (2004年、 韓国)
- MF 金徒均 (キム・ドギュン) (2004年、 韓国)
- MF レアンドロ・ヴィエイラ (2004年、 ブラジル)
- DF リカルド (2005年-2006年、 ブラジル)
- FW アレモン (2005年-2006年、 ブラジル)
- FW パウリーニョ (2005年-2009年、 ブラジル)
- FW アンドレ (2006年-2007年、 ブラジル)
- MF ピニェイロ (2006年、 ブラジル)
- FW ディエゴ (2006年、 ブラジル)
- DF チアゴ (2007年、 ブラジル)
- MF 姜鉉守 (カン・ヒョンス) (2007年、朝鮮)
- MF アタリバ (2008年、 ブラジル)
- MF ウィリアム (2008年、 ブラジル)
- MF フェルナンジーニョ (2008年、 ブラジル)
- DF 李正秀 (イ・ジョンス) (2009年、 韓国)
- MF ディエゴ (2009年-2011年、 ブラジル)
- FW 金成勇 (キム・ソンヨン) (2009年-2011年、朝鮮)
- DF チエゴ (2010年、 ブラジル)
- MF ドゥトラ (2010年-2012年、 ブラジル)
- DF 郭泰輝 (カク・テヒ) (2010年、 韓国)
- MF 鄭又榮 (チョン・ウヨン) (2011年-2012年、 韓国)
- DF アライール (2011年、 ブラジル)
- DF バヤリッツァ (2012年-2015年、 セルビア)
- DF 黄大城 (ファン・テソン) (2012年-2015年、 韓国)
- MF サヌ (2012年-2013年、 ブルキナファソ)
- GK 呉承訓 (オ・スンフン) (2013年-2014年、 韓国)
- DF 姜成浩 (カン・ソンホ) (2013年、朝鮮)
- FW アレッサンドロ (2014年、 ブラジル)
- MF ジャイロ (2014年、 ブラジル)
- FW ドウグラス (2014年、 ブラジル)
- MF 金南一 (キム・ナミル) (2015年、 韓国)
- MF 黄辰成 (ファン・ジンソン) (2015年、 韓国)
- FW ダニエル・ロビーニョ (2015年-2016年、 ブラジル)
- FW フェホ (2015年、 ブラジル)
- MF アンドレイ (2016年、 ブラジル)
- FW 李勇載 (イ・ヨンジェ) (2016年-2017年、 韓国)
- FW キロス (2016年、 ブラジル)
- FW ケヴィン・オリス (2017年、 ベルギー)
- MF 河成敏 (ハ・ソンミン) (2017年、 韓国)
- GK 金喆鎬 (キム・チョルホ) (2018年、 韓国)
- MF マティアス・カセラス (2018年、 ウルグアイ)
- MF アレシャンドレ (2018年、 ブラジル)
- FW レンゾ・ロペス (2018年、 ウルグアイ)
- MF ジュニーニョ (2018年-2020年、 ブラジル)
- DF 呉少聰 (ウ・ショウツォン) (2018年・2019年、 中国)
- FW カイオ (2018年、 ブラジル)
- MF レナン・モッタ (2019年-2020年、 ブラジル)
- DF ヨルディ・バイス (2020年-2021年、 オランダ)
- FW ピーター・ウタカ (2020年-2022年、 ナイジェリア、 ベルギー)
- FW イスマイラ (2021年-2023年、 ナイジェリア)
- DF メンデス (2022年、 ブラジル)
- GK マイケル・ウッド (2022年-2023年、 ニュージーランド、 オランダ)
- FW マルティノス (2022年、 オランダ、 キュラソー)
- MF アラン・カリウス (2022年-2023年、 ブラジル)
- FW パウリーニョ (2022年-2023年、 ブラジル)
- GK ヴァルネル・ハーン (2023年-2024年、 オランダ、 スリナム)
- FW パトリック (2023年、 ブラジル)
- GK 具聖潤 (ク・ソンユン) (2023年-2025年、 韓国)
- FW マルコ・トゥーリオ (2024年-、 ブラジル)
- FW ラファエル・エリアス (2024年-、 ブラジル)
- DF ルーカス・オリヴェイラ (2024年、 ブラジル)
- FW ムリロ・コスタ (2024年-2025年、 ブラジル)
- DF パトリック・ウィリアム (2025年-、 ブラジル)
- MF ジョアン・ペドロ (2025年-、 ブラジル)
- MF レオ・ゴメス (2025年-、 ブラジル)
- GK マルク・ヴィト (2025年-、 スペイン)
- MF グスタボ・バヘット (2025年-、 ブラジル)

### ガンバ大阪
- MF ミューレル (1992年-1993年、 ブラジル)
- MF ランジェ (1992年、 ブラジル)
- FW エジバウド (1992年、 ブラジル)
- MF 中越幸大 (ナカゴエ・サチオ) (1992年-1993年、 パラグアイ)
- DF 賈秀全 (か・しゅうぜん) (1992年-1993年、 中国)
- DF クラウジオ (1992年-1993年、 ブラジル)
- MF フラビオ (1993年-1994年、 ブラジル)
- MF リナルド (1993年、 ブラジル)
- MF アレイニコフ (1993年-1995年、 ソビエト連邦→ ベラルーシ)
- MF メトコフ (1993年、 ブルガリア)
- FW プロタソフ (1994年-1995年、 ソビエト連邦→ ウクライナ)
- DF ツベイバ (1994年-1996年、 ソビエト連邦→ ロシア→ ウクライナ)
- MF スクリーニャ (1995年-1996年、 ユーゴスラビア→ クロアチア)
- FW ヒルハウス (1995年-1996年、 オランダ)
- MF ムラデノビッチ (1996年-1997年、 ユーゴスラビア→ クロアチア)
- DF バブンスキー (1996年-1998年、 ユーゴスラビア→ 北マケドニア)
- FW エムボマ (1997年-1998年、 カメルーン、 フランス)
- MF クルプニ (1997年-1998年、 ユーゴスラビア→ セルビア・モンテネグロ→ セルビア)
- MF カーリッチ (1997年-1998年、 ユーゴスラビア→ スロベニア)
- DF ダンブリー (1998年-2001年、 フランス)
- FW ドロブニャク (1998年-1999年、 ユーゴスラビア→ セルビア・モンテネグロ→ モンテネグロ)
- MF ピオトル (1999年、 ポーランド)
- MF ルイジーニョ (1999年、 ブラジル)
- FW タイルソン (1999年、 ブラジル)
- MF ビタウ (2000年-2002年、 ブラジル)
- FW アンドラジーニャ (2000年、 ブラジル)
- FW ニーノ・ブーレ (2000年-2001年、 ユーゴスラビア→ クロアチア)
- MF ヘルゴビッチ (2001年、 ユーゴスラビア→ クロアチア→ ボスニア・ヘルツェゴビナ)
- FW マグロン (2002年-2004年、 ブラジル)
- MF マルセリーニョ (2002年、 ブラジル)
- MF ファビーニョ (2002年、 ブラジル)
- MF チキアルセ (2003年、 パラグアイ)
- MF ガレアーノ (2003年、 ブラジル)
- MF アリソン (2003年、 ブラジル)
- DF シジクレイ (2004年-2007年、 ブラジル)
- MF フェルナンジーニョ (2004年-2006年、 ブラジル)
- FW アラウージョ (2005年、 ブラジル)
- MF ルーカス (2006年、 ブラジル)
- FW マグノ・アウベス (2006年-2007年、 ブラジル)
- FW バレー (2007年-2008年、 ブラジル)
- DF ミネイロ (2008年、 ブラジル)
- FW ロニー (2008年、 ブラジル)
- FW ルーカス (2008年-2010年、 ブラジル)
- DF 朴東赫 (パク・ドンヒョク) (2009年、 韓国)
- FW レアンドロ (2009年・2012年-2013年、 ブラジル)
- FW 曺宰溱 (チョ・ジェジン) (2009年-2010年、 韓国)
- FW ペドロ・ジュニオール (2009年-2010年、 ブラジル)
- FW ドド (2010年、 ブラジル)
- FW ゼ・カルロス (2010年、 ブラジル)
- FW 李根鎬 (イ・グノ) (2010年-2011年、 韓国)
- DF 金正也 (キム・ジョンヤ) (2011年-2012年・2014年-2017年、朝鮮)
- MF 金承龍 (キム・スンヨン) (2011年、 韓国)
- FW アドリアーノ (2011年、 ブラジル)
- FW アフォンソ (2011年、 ブラジル)
- FW ラフィーニャ (2011年-2012年、 ブラジル)
- DF エドゥワルド (2012年、 ブラジル)
- FW パウリーニョ (2012年-2013年、 ブラジル)
- FW 李昇烈 (イ・スンヨル) (2012年、 韓国)
- DF 呉宰碩 (オ・ジェソク) (2013年-2019年・2020年、 韓国)
- FW ロチャ (2013年、 ブラジル)
- DF エブソン (2014年、 ブラジル)
- FW リンス (2014年-2015年、 ブラジル)
- FW パトリック (2014年-2017年・2019年-2022年、 ブラジル)
- FW アデミウソン (2016年-2020年、 ブラジル)
- DF 裵洙瑢 (ペ・スヨン) (2017年、 韓国)
- DF ファビオ (2017年-2018年、 ブラジル)
- FW 黄義助 (ファン・ウィジョ) (2017年-2019年、 韓国)
- MF マテウス (2018年、 ブラジル)
- FW ダビド・コンチャ (2019年、 スペイン)
- MF マルケル・スサエタ (2019年、 スペイン)
- DF 金英權 (キム・ヨングォン) (2019年-2021年、 韓国)
- DF 申原浩 (シン・ウォノ) (2020年-2022年、 韓国)
- DF タビナス・ジェファーソン (2020年、 フィリピン)
- GK 李潤旿 (イ・ユノ) (2020年、 韓国)
- MF 朱世鐘 (チュ・セジョン) (2021年-2022年、 韓国)
- FW チアゴ・アウベス (2021年、 ブラジル)
- FW レアンドロ・ペレイラ (2021年-2022年、 ブラジル)
- MF ウェリントン・シウバ (2021年-2022年、 ブラジル)
- DF 権敬原 (クォン・ギョンウォン) (2022年-2023年、 韓国)
- MF ダワン (2022年-2024年、 ブラジル)
- MF ファン・アラーノ (2022年-、 ブラジル)
- MF ネタ・ラヴィ (2023年-、 イスラエル)
- FW イッサム・ジェバリ (2023年-、 チュニジア)
- GK 張奥林 (チョウ・オウリン)  (2023年-、 中国→日本)
- FW ウェルトン (2024年-、 ブラジル)
- FW デニス・ヒュメット (2025年-、 スウェーデン)

### セレッソ大阪
- DF トニーニョ (1994年-1995年、 ブラジル)
- FW マルキーニョス (1994年-1996年、 ブラジル)
- DF ジュニオール (1995年、 ブラジル)
- FW バルデス (1995年、 パナマ)
- GK ジルマール (1995年-1997年、 ブラジル)
- MF ベルナルド (1995年、 ブラジル)
- FW ナルシーゾ (1996年、 ブラジル)
- MF マノエル (1996年-1997年、 ブラジル)
- FW グーガ (1996年、 ブラジル)
- FW 高正云 (コ・ジョンウン) (1997年-1998年、 韓国)
- DF ジャン (1997年、 ブラジル)
- FW クラウジーニョ (1997年、 ブラジル)
- MF アレックス (1997年、 ブラジル)
- MF 河錫舟 (ハ・ソクジュ) (1998年  韓国)
- FW マニッチ (1998年、 ユーゴスラビア)
- MF ピンタード (1998年、 ブラジル)
- DF ペリクレス (1998年-2000年、 ブラジル)
- FW 黄善洪 (ファン・ソンホン) (1998年-1999年、 韓国)
- MF 盧廷潤 (ノ・ジョンユン) (1999年-2000年、 韓国)
- MF 尹晶煥 (ユン・ジョンファン) (2000年-2002年、 韓国)
- MF 金都根 (キム・ドグン) (2001年、 韓国)
- FW ワグネル (2001年、 ブラジル)
- FW ワシントン (2001年、 ブラジル)
- DF クラウジオ (2001年、 ブラジル)
- MF マルセロ (2001年、 ブラジル)
- DF ジョアン (2002年-2003年、 ブラジル)
- FW トゥルコビッチ (2002年、 クロアチア、 ボスニア・ヘルツェゴビナ)
- MF 鄭容臺 (チョン・ヨンデ) (2002年、 韓国)
- MF アレン (2003年、 クロアチア)
- MF ペラック (2003年、 ボスニア・ヘルツェゴビナ)
- FW バロン (2003年、 ブラジル)
- MF アクセウ (2003年、 ブラジル)
- DF カブラル (2004年、 クロアチア)
- DF ラデリッチ (2004年、 ボスニア・ヘルツェゴビナ、 クロアチア)
- FW ロブレク (2004年、 クロアチア)
- MF マリオ (2004年、 クロアチア)
- FW ミキ (2004年、 セルビア・ モンテネグロ)
- DF ブルーノ・クアドロス (2005年-2006年、 ブラジル)
- MF ファビーニョ (2005年、 ブラジル)
- MF ゼ・カルロス (2005年-2007年、 ブラジル)
- MF ピンゴ (2006年、 ブラジル)
- MF アンドレ (2006年、 ブラジル)
- FW ジャパ (2006年、 ブラジル)
- MF アレー (2007年-2008年、 ブラジル)
- FW 金信泳 (キム・シンヨン) (2007年、 韓国)
- MF ジェルマーノ (2007年-2008年、 ブラジル)
- GK ジウバーニ (2007年、 ブラジル)
- FW カレカ (2008年、 ブラジル)
- DF ジウトン (2008年、 ブラジル)
- MF カイオ (2008年-2009年、 ブラジル)
- GK 金鎮鉉 (キム・ジンヒョン) (2009年-、 韓国)
- DF チアゴ (2009年、 ブラジル)
- MF マルチネス (2009年-2011年、 ブラジル)
- MF ネット (2009年、 ブラジル)
- MF ブルーノ (2009年、 ブラジル)
- MF アマラウ (2010年、 ブラジル)
- FW アドリアーノ (2010年、 ブラジル)
- DF 金聖基 (キム・ソンギ) (2011年-2013年、朝鮮)
- MF ホドリゴ・ピンパォン (2011年、 ブラジル)
- MF 金甫炅 (キム・ボギョン) (2011年-2012年、 韓国)
- MF ファビオ・ロペス (2011年、 ブラジル)
- FW ケンペス (2012年、 ブラジル)
- MF ブランコ (2012年-2013年、 ブラジル)
- MF シンプリシオ (2012年-2013年、 ブラジル)
- MF ヘベルチ (2012年、 ブラジル)
- GK 具聖潤 (ク・ソンユン) (2013年-2014年、 韓国)
- FW エジノ (2013年、 ブラジル)
- MF ミッチ・ニコルス (2014年、 オーストラリア)
- DF ゴイコ・カチャル (2014年、 セルビア)
- FW フォルラン (2014年-2015年、 ウルグアイ)
- MF 金聖埈 (キム・ソンジュン) (2014年、 韓国)
- FW カカウ (2014年-2015年、 ブラジル、 ドイツ)
- MF パブロ (2015年、 ブラジル)
- MF マグノ・クルス (2015年、 ブラジル)
- FW エジミウソン (2015年、 ブラジル)
- FW リカルド・サントス (2016年-2018年、 ブラジル)
- FW ブルーノ・メネゲウ (2016年、 ブラジル)
- MF ソウザ (2016年-2019年、 ブラジル)
- GK 安俊洙 (アン・ジュンス) (2016年-2017年・2020年、 韓国)
- FW ベサルト・アブドゥラヒミ (2016年、 北マケドニア、 クロアチア)
- DF マテイ・ヨニッチ (2017年-2020年・2022年-2023年、 クロアチア)
- MF チャウワット (2018年・2022年、 タイ)
- FW 梁東炫 (ヤン・ドンヒョン) (2018年-2019年、 韓国)
- MF オスマル (2018年、 スペイン)
- MF レアンドロ・デサバト (2019年-2020年、 アルゼンチン)
- FW ブルーノ・メンデス (2019年-2020年・2022年、 ブラジル)
- MF ポンラヴィチュ (2019年、 タイ)
- FW タワン (2019年-2020年、 タイ)
- MF ルーカス・ミネイロ (2020年、 ブラジル)
- DF チアゴ (2021年、 ブラジル)
- FW アダム・タガート (2021年-2022年、 オーストラリア)
- GK ダン・バン・ラム (2021年-2022年、 ベトナム、 ロシア)
- DF ダンクレー (2021年、 ブラジル)
- FW ジェアン・パトリッキ (2022年、 ブラジル)
- GK 梁韓彬 (ヤン・ハンビン) (2023年-2024年、 韓国)
- MF ジョルディ・クルークス (2023年-2024年、 ベルギー)
- FW カピシャーバ (2023年-2024年、 ブラジル)
- FW レオ・セアラ (2023年-2024年、 ブラジル)
- MF ルーカス・フェルナンデス (2024年-、 ブラジル)
- FW ヴィトール・ブエノ (2024年-、 ブラジル)
- DF ジャスティン・ハブナー (2024年、 インドネシア)
- FW チアゴ・アンドラーデ (2025年-、 ブラジル)
- FW ジャルンサックウォンコーン (2025年-、 タイ)
- FW ラファエル・ハットン (2025年-、 ブラジル)
- DF ディオン・クールズ (2025年-、 マレーシア)
- FW 金本毅騎 (カネモト・ウィギ) (2025年-、 韓国)

### FC大阪
- MF 禹相皓 (ウ・サンホ) (2022年-、 韓国)
- FW エフライン・リンタロウ (2022年-2024年、 ブラジル)
- FW ジョアン・ヴィクトール (2023年、 ブラジル)
- MF マイコン・ドウグラス (2023年、 ブラジル)
- FW ジャン・マリー・ドングー (2023年、 カメルーン)
- FW グスターボ (2023年、 ブラジル)
- FW エルヴェルソン (2023年、 ブラジル)
- GK 姜成國 (カン・ソングク) (2024年、 韓国)
- DF 崔榮訓 (チョ・ヨンフン) (2024年、 韓国)
- DF ジョアン・モウラ (2024年、 ブラジル)
- FW エヴェルトン・カネラ (2024年、 ブラジル)
- FW 地成玟 (チ・ソンミン) (2024年、 韓国)
- MF ムハンマド・カリル (2024年、 マレーシア)
- FW マルコフスキ (2024年、 オーストラリア)
- DF 趙榮光 (チョ・ヨングァン) (2024年、 韓国)
- MF 申東旻 (シン・ドンミン) (2025年-、 韓国)
- FW 李東烈 (イ・ドンヨル) (2025年、 韓国)
- DF 河智聖 (ハ・ジソン) (2025年、 韓国)
- DF 金潤識 (キム・ユンシク) (2025年-、 韓国)
- FW ヴィニシウス・ソウザ (2025年-、 ブラジル)
- FW アヴェレーテ・イーブス (2025年-、 トーゴ)

### ヴィッセル神戸
- GK リー (1995年-1997年、 イングランド)
- FW ジアード (1995年-1997年、 チュニジア)
- MF ビッケル (1995年-1997年、 スイス)
- MF ラウドルップ (1996年-1997年、 デンマーク)
- MF ビングリー (1997年-1998年、 オーストラリア)
- DF ヴヤチッチ (1997年-1998年、 ユーゴスラビア、 ポルトガル)
- DF 朴成基 (パク・ソンギ) (1998年-1999年、朝鮮)
- FW 金度勲 (キム・ドフン) (1998年-1999年、 韓国)
- DF トーマス (1998年、 スペイン)
- MF 河錫舟 (ハ・ソッチュ) (1998年-2000年、 韓国)
- MF 崔成勇 (チェ・ソンヨン) (1999年-2000年、 韓国)
- FW ファビーニョ (2000年、 ブラジル)
- MF サントス (2001年、 ブラジル)
- MF シジクレイ (2001年-2003年、 ブラジル)
- MF ダニエル (2001年-2002年、 ブラジル)
- MF アタリバ (2002年、 ブラジル)
- FW オゼアス (2002年-2003年、 ブラジル)
- MF アリソン (2002年-2003年、 ブラジル)
- MF ビスマルク (2003年、 ブラジル)
- MF 朴康造 (パク・カンジョ) (2003年-2012年、 韓国)
- DF ホージェル (2004年-2005年、 ブラジル)
- FW レアンドロン (2004年、 ブラジル)
- FW イルハン (2004年、 トルコ)
- FW エムボマ (2004年-2005年、 カメルーン)
- MF ホルヴィ (2004年-2006年、 チェコ)
- MF ディエゴ・ソウザ (2005年、 ブラジル)
- DF マルティン (2005年、 チェコ)
- FW イヴォ (2005年、 チェコ)
- MF 姜暁 (カン・ヒョウ) (2006年、 韓国)
- MF 金泰橪 (キム・テヨン) (2006年-2007年、 韓国)
- DF エメルソン・トーメ (2006年-2007年、 ブラジル、 ポルトガル)
- FW バロン (2006年、 ブラジル)
- MF ガブリエル (2006年-2007年、 ブラジル)
- FW レアンドロ (2006年、 ブラジル)
- FW レアンドロ (2007年-2008年・2015年-2018年、 ブラジル)
- MF ボッティ (2007年-2011年、 ブラジル)
- MF 金南一 (キム・ナミル) (2008年-2009年、 韓国)
- MF アラン・バイーア (2009年、 ブラジル)
- FW マルセウ (2009年、 ブラジル)
- MF エジミウソン (2010年、 ブラジル)
- MF ポポ (2010年-2011年・2013年、 ブラジル)
- FW 李在敏 (イ・ジェミン) (2010年-2011年、 韓国)
- MF ホジェリーニョ (2011年、 ブラジル)
- FW 裵千奭 (ペ・チョンソク) (2011年-2012年、 韓国)
- DF 李光善 (イ・グァンソン) (2012年-2013年、 韓国)
- MF アンデルソン (2012年、 ブラジル)
- FW フェルナンド (2012年、 ブラジル)
- MF エステバン (2013年、 コロンビア)
- FW マジーニョ (2013年、 ブラジル)
- DF 姜潤求 (カン・ユング) (2013年、 韓国)
- DF 金聖基 (キム・ソンギ) (2013年、朝鮮)
- MF シンプリシオ (2014年、 ブラジル)
- FW ペドロ・ジュニオール (2014年-2016年、 ブラジル)
- FW マルキーニョス (2014年-2015年、 ブラジル)
- FW 金容輔 (キン・ヨンボ) (2014年-2015年、 韓国→日本)
- MF 鄭又榮 (チョン・ウヨン) (2014年-2015年・2018年、 韓国)
- MF フェフージン (2015年、 ブラジル)
- DF ブエノ (2015年、 ブラジル)
- GK 金承奎 (キム・スンギュ) (2016年-2019年、 韓国)
- MF ニウトン (2016年-2017年、 ブラジル)
- MF ウエスクレイ (2017年、 ブラジル)
- FW ルーカス・ポドルスキ (2017年-2019年、 ドイツ、 ポーランド)
- FW ウェリントン (2018年-2019年、 ブラジル)
- DF ティーラトン (2018年、 タイ)
- MF アンドレス・イニエスタ (2018年-2023年、 スペイン)
- DF アフメド・ヤセル (2018年、 カタール、 エジプト)
- FW ダビド・ビジャ (2019年、 スペイン)
- DF ダンクレー (2019年-2020年、 ブラジル)
- MF セルジ・サンペール (2019年-2023年、 スペイン)
- DF ジョアン・オマリ (2019年、 レバノン、 ドイツ)
- DF トーマス・フェルマーレン (2019年-2021年、 ベルギー)
- FW ドウグラス (2020年-2021年、 ブラジル)
- FW リンコン (2021年-2023年、 ブラジル)
- FW アユブ・マシカ (2021年、 ケニア)
- FW ボージャン・クルキッチ (2021年-2022年、 スペイン)
- FW ステファン・ムゴシャ (2022年-2023年、 モンテネグロ)
- DF マテウス・トゥーレル (2022年-、 ブラジル)
- GK フェリペ・メギオラーロ (2023年、 ブラジル)
- FW ジェアン・パトリッキ (2023年-、 ブラジル)
- MF バーリント・ヴェーチェイ (2023年、 ハンガリー)
- MF フアン・マタ (2023年、 スペイン)
- GK ウボングリチャードマンデー (2025年-、 ナイジェリア)
- DF カエターノ (2025年-、 ブラジル)
- MF グスタボ・クリスマン (2025年-、 ブラジル)
- FW エリキ (2025年-、 ブラジル)

### 奈良クラブ
- GK アルナウ (2022年-2023年、 スペイン)
- GK マルク・ヴィト (2024年-2025年、 スペイン)
- GK キアッドティフォーンウドム (2024年、 タイ)
- FW パトリック・グスタフソン (2024年、 タイ)
- DF タワットチャイ (2025年、 タイ)
- DF チャナパット (2025年、 タイ)
- DF ユ・イェチャン (2025年-、 韓国)

## 中国

### ガイナーレ鳥取
- FW ハメド (2008年-2011年、 コートジボワール)
- DF 丁東浩 (ジョン・ドンホ) (2011年、 韓国)
- MF 金善珉 (キム・ソンミン) (2011年-2012年、 韓国)
- FW ドド (2011年、 ブラジル)
- FW ケニー・クニンガム (2012年、 コスタリカ)
- DF ロイ・スミス (2012年、 コスタリカ)
- DF ラファエル (2013年、 ブラジル)
- MF レジナルド (2013年、 ブラジル)
- DF 林東賢 (イム・ドンヒョン) (2013年、 韓国)
- FW ブルーノ (2013年、 ブラジル)
- DF ドゥドゥ (2013年、 ブラジル)
- FW オスカー (2013年、 アメリカ合衆国)
- MF フェルナンジーニョ (2014年-2016年・2018年-2020年、 ブラジル)
- FW ハマゾッチ (2014年、 ブラジル)
- MF タム・シイアンツン (2016年、 マレーシア)
- FW バルチ・ジュニオール (2016年、 ブラジル)
- MF ヴィートル・ガブリエル (2018年-2019年、 ブラジル)
- FW レオナルド (2018年、 ブラジル)
- FW ユリ (2019年、 ブラジル)
- DF アドリエル (2019年、 ブラジル)
- MF ハモン (2020年、 ブラジル)
- FW ジョアンデルソン (2020年、 ブラジル)
- MF 文仁柱 (ムン・インジュ) (2022年-2023年、朝鮮)
- MF ダッジィ (2025年-、 アメリカ合衆国)
- MF 金世明 (キン・セメイ) (2025年-、 中国)

### ファジアーノ岡山
- GK 李彰剛 (リ・チャンガン) (2007年-2011年、 韓国)
- DF 金廣閔 (キム・グァンミン) (2008年-2009年、 韓国)
- MF 金泰橪 (キム・テヨン) (2010年、 韓国)
- MF ファビオ (2010年-2011年、 ブラジル)
- FW 李東明 (イ・ドンミョン) (2010年、 韓国)
- DF ストヤノフ (2011年、 ブルガリア)
- FW チアゴ (2011年-2012年、 ブラジル)
- MF 金民均 (キム・ミンギュン) (2011年-2012年・2013年、 韓国)
- FW アンデルソン (2012年、 ブラジル)
- FW 呉大陸 (ゴ・ダイム) (2012年-2015年、 韓国)
- MF 李載冠 (イ・ジェガン) (2013年、 韓国)
- FW ピアカイ・ヘンケル (2013年、 アメリカ合衆国)
- FW ウーゴ (2014年、 ブラジル)
- MF 黄辰成 (ファン・ジンソン) (2015年、 韓国)
- GK 李京泰 (イ・キョンテ) (2015年-2017年・2018年-2020年、 韓国)
- DF 金珍圭 (キム・ジンギュ) (2016年、 韓国)
- FW 王靖斌 (ワン・ジンビン) (2016年、 中国)
- MF 朴亨鎮 (パク・ヒョンジン) (2017年、 韓国)
- DF 張碩元 (チャン・ソグォン) (2017年、 韓国)
- FW オルシーニ (2017年、 アルゼンチン)
- FW 金宗旻 (キム・ジョンミン) (2017年、 韓国)
- DF 崔程援 (チェ・ジョンウォン) (2018年-2020年、 韓国)
- FW 李勇載 (イ・ヨンジェ) (2018年-2021年、 韓国)
- FW リカルド・サントス (2018年、 ブラジル)
- MF 鄭充根 (ジョン・チュングン) (2018年、 韓国)
- MF デネル・ピニェイロ (2019年、 ブラジル)
- MF 劉龍賢 (ユ・ヨンヒョン) (2019年-2022年、 韓国)
- FW レオ・ミネイロ (2019年-2020年、 ブラジル)
- FW ハディ・ファイヤッド (2019年-2020年、 マレーシア)
- MF パウリーニョ (2020年-2021年、 ブラジル)
- FW ブレネー・マルロス (2021年、 ブラジル)
- FW ミッチェル・デューク (2021年-2022年、 オーストラリア)
- FW チアゴ・アウベス (2022年-2023年、 ブラジル)
- FW 韓医権 (ハン・イグォン) (2022年-2023年、 韓国)
- DF ヨルディ・バイス (2022年-2023年、 オランダ)
- MF ステファン・ムーク (2022年-2023年、 オーストラリア)
- FW ルカオ (2023年-、 ブラジル)
- GK スベンド・ブローダーセン (2024年-、 ドイツ)
- FW ガブリエル・シャビエル (2024年、 ブラジル)
- FW グレイソン (2024年-、 ブラジル)
- FW ウェリック・ポポ (2025年-、 ブラジル)

### サンフレッチェ広島
- DF ベーリック (1991年-1992年、 チェコスロバキア)
- DF ダニエル (1991年-1993年、 アメリカ合衆国)
- GK リー (1992年-1994年、 イングランド)
- DF フォンデルブルグ (1993年-1994年、 スウェーデン)
- MF アンドレイ (1993年-1995年、 ブラジル)
- MF 盧廷潤 (ノ・ジュンユン) (1993年-1997年、 韓国)
- MF ヨンソン (1993年、 スウェーデン)
- FW チェルニー (1993年-1994年、 チェコ)
- FW ハシェック (1994年-1995年、 チェコ)
- DF トーレ (1994年-1995年、 ノルウェー)
- FW ハウストラ (1995年-1996年、 オランダ)
- FW ファンルーン (1995年、 オランダ)
- MF サントス (1996年-1997年、 ブラジル)
- DF ポポヴィッチ (1997年-2001年、 オーストラリア)
- FW アーノルド (1997年-1998年、 オーストラリア)
- MF クルーク (1997年-1998年、 イングランド)
- FW グッドマン (1998年、 イングランド)
- MF ヴィドマー (1998年-1999年、 オーストラリア)
- DF フォックス (1998年-1999年、 オーストラリア)
- FW ミゲル (2000年、 ポルトガル)
- MF コリカ (2000年-2001年、 オーストラリア)
- MF トゥーリオ (2001年-2002年、 ブラジル→日本)
- DF オレグ (2001年、 ウズベキスタン、 ロシア)
- MF 李漢宰 (リ・ハンジェ) (2001年-2009年、朝鮮)
- FW スカチェンコ (2001年、 ウクライナ)
- MF ミロ (2002年、 ブルガリア)
- DF ビロング (2002年、 カメルーン)
- FW エルツェッグ (2002年-2003年、 クロアチア)
- DF リカルド (2003年-2004年、 ブラジル)
- MF サンパイオ (2003年-2004年、 ブラジル)
- FW マルセロ (2003年、 ブラジル)
- FW チアゴ (2004年、 ブラジル)
- MF ベット (2004年-2006年、 ブラジル)
- DF ジニーニョ (2005年-2006年、 ブラジル)
- FW ジョルジーニョ (2005年、 ブラジル)
- FW ガウボン (2005年、 ブラジル)
- FW ウェズレイ (2006年-2007年、 ブラジル)
- FW 趙佑鎮 (チョ・ウジン) (2006年-2007年、 韓国)
- DF ダバツ (2006年-2008年、 クロアチア)
- DF ストヤノフ (2007年-2010年、 ブルガリア)
- FW ユキッチ (2008年、 クロアチア)
- MF ミキッチ (2009年-2017年、 クロアチア)
- MF ムジリ (2011年、 ジョージア)
- MF トミッチ (2011年、 クロアチア)
- DF 黄錫鎬 (ファン・ソッコ) (2012年-2014年、 韓国)
- MF 李大憲 (イ・デホン) (2012年-2013年、 韓国)
- DF 朴亨鎮 (パク・ヒョンジン) (2013年-2014年、 韓国)
- MF 金廷錫 (キム・ジョンソク) (2013年、 韓国)
- DF 邊峻範 (ビョン・ジュンボン) (2014年-2015年、 韓国)
- FW ドウグラス (2015年、 ブラジル)
- FW ピーター・ウタカ (2016年、 ナイジェリア)
- MF 金範容 (キム・ボムヨン) (2016年、 韓国)
- FW アンデルソン・ロペス (2016年-2017年、 ブラジル)
- MF フェリペ・シウバ (2017年-2018年、 ブラジル)
- FW パトリック (2017年-2019年、 ブラジル)
- FW ネイサン・バーンズ (2017年、 オーストラリア)
- FW ティーラシン (2018年、 タイ)
- FW ベサルト・ベリーシャ (2018年-2019年、 コソボ、 アルバニア)
- DF エミル・サロモンソン (2019年、 スウェーデン)
- FW ドウグラス・ヴィエイラ (2019年-2024年、 ブラジル)
- MF ハイネル (2019年-2021年、 ブラジル)
- FW レアンドロ・ペレイラ (2019年-2020年、 ブラジル)
- MF エゼキエウ (2020年-2024年、 ブラジル)
- FW ジュニオール・サントス (2021年-2022年、 ブラジル)
- FW ナッシム・ベン・カリファ (2022年-2023年、 スイス、 チュニジア)
- FW ピエロス・ソティリウ (2022年-2024年、 キプロス)
- MF マルコス・ジュニオール (2023年-、 ブラジル)
- MF トルガイ・アルスラン (2024年-、 ドイツ)
- FW ゴンサロ・パシエンシア (2024年、 ポルトガル)
- GK 鄭民基 (チョン・ミンギ) (2025年-、 韓国)
- FW ヴァレール・ジェルマン (2025年-、 フランス)

### レノファ山口FC
- MF 金廷錫 (キム・ジョンソク) (2015年、 韓国)
- MF 崔珠龍 (チェ・ジュヨン) (2015年、 韓国)
- DF 尹信榮 (ユン・シンヨン) (2016年、 韓国)
- MF ルシアーノ (2016年、 アルゼンチン)
- DF 朴璨鎔 (パク・チャニョン) (2017年、 韓国)
- MF マルセロ・ビダル (2017年、 アルゼンチン)
- FW レオナルド・ラモス (2017年、 アルゼンチン)
- DF アベル・ルシアッティ (2017年、 アルゼンチン)
- DF 閔敬峻 (ミン・キョンジュン) (2018年、 韓国)
- DF ヘナン (2018年-2024年、 ブラジル)
- DF ジェルソン・ビエイラ (2018年、 ブラジル)
- MF ワシントン (2018年、 ブラジル)
- MF ジュリーニョ (2018年、 ブラジル)
- DF ドストン (2019年、 ウズベキスタン)
- DF マルシーリオ (2019年、 ブラジル)
- DF サンドロ (2020年、 ブラジル)
- MF ヘニキ (2020年-2021年、 ブラジル)
- FW イウリ (2020年、 ブラジル)
- GK 崔炯澯（チェ・ヒョンチャン） (2023年-、 韓国)
- FW シルビオ・ジュニオール (2023年-2025年、 ブラジル)
- DF 金範容 (キム・ボムヨン) (2023年-、 韓国)
- MF サーラット・ユーイェン (2024年-、 タイ)
- GK ニック・マルスマン (2025年-、 オランダ)

## 四国

### カマタマーレ讃岐
- MF アンドレア (2012年-2015年、 フランス)
- FW アラン (2013年-2017年、 ブラジル)
- DF 宋韓基 (ソン・ハンキ) (2014年、 韓国)
- DF エブソン (2014年-2017年、 ブラジル)
- MF 韓昌柱 (ハン・チャンジュ) (2015年-2016年、 韓国)
- MF 鄭震浩 (ジョン・ジンホ) (2015年、 韓国)
- FW ミゲル (2016年、 ブラジル)
- DF 尹鉄晧 (ユン・ソンホ) (2017年、 韓国)
- DF 李栄直 (リ・ヨンジ) (2017年、朝鮮)
- DF アレックス (2017年-2018年、 ブラジル)
- DF 李周泳 (イ・ジュヨン) (2017年、 韓国)
- GK 宋映旻 (ソン・ヨンミン) (2018年、 韓国)
- DF 朴璨鎔 (パク・チャニョン) (2018年、 韓国)
- DF 裵洙瑢 (ぺ・スヨン) (2019年、 韓国)
- MF 全山海 (チョン・サネ) (2020年、 韓国)
- DF 金號栄 (キム・ホヨン) (2020年、 韓国)
- FW 松岡ジョナタン (2021年、 パラグアイ)
- FW ドゥンガ (2022年・2025年-、 ケニア)
- MF アオ・チョン(2024年、 香港)
- MF エドゥアルド (2025年-、 ブラジル)

### 徳島ヴォルティス
- DF 金位漫 (キム・ウィマン) (2005年-2006年、朝鮮)
- FW ジョルジーニョ (2006年、 ブラジル)
- MF 金尚佑 (キム・サンウ) (2006年-2007年、 韓国)
- MF アンドレ (2006年-2008年、 ブラジル)
- MF ダ・シルバ (2007年-2008年、 ブラジル)
- FW クレベルソン (2007年、 ブラジル)
- FW ドゥンビア (2008年、 コートジボワール)
- MF アンドレジーニョ (2008年、 ブラジル)
- FW ソウザ (2008年、 ブラジル)
- DF 裵乗振 (ペ・スンジン) (2009年-2011年、 韓国)
- FW ファビオ (2009年、 ブラジル)
- FW 金東燮 (キム・ドンソプ) (2009年-2010年、 韓国)
- GK 呉承訓 (オ・スンフン) (2010年-2012年、 韓国)
- FW ドウグラス (2010年-2014年、 ブラジル)
- DF エリゼウ (2011年-2012年、 ブラジル)
- FW 金宗旻 (キム・ジョンミン) (2011年-2015年、 韓国)
- FW ジオゴ (2012年、 ブラジル)
- MF アレックス (2012年-2016年、 ブラジル)
- DF 李栄直 (リ・ヨンジ) (2013年-2014年、朝鮮)
- DF 孫世桓 (ソン・セファン) (2014年-2016年、 韓国)
- FW クレイトン・ドミンゲス (2014年、 ブラジル)
- MF エステバン (2014年-2015年、 コロンビア)
- FW アドリアーノ (2014年、 ブラジル)
- MF 金京中 (キム・キョンジュン) (2015年-2016年、 韓国)
- MF カルリーニョス (2016年-2017年、 ブラジル)
- FW アチーレ・エマナ (2016年、 カメルーン)
- DF 金鐘必 (キム・ジョンピル) (2017年-2018年、 韓国)
- FW アシチェリッチ (2017年、 セルビア)
- DF ヴァシリェヴィッチ (2017年、 セルビア)
- GK カルバハル (2018年、 コスタリカ)
- DF ブエノ (2018年、 ブラジル)
- MF シシーニョ (2018年-2019年、 スペイン)
- FW ナタン・ジュニオール (2018年、 ブラジル)
- FW ピーター・ウタカ (2018年、 ナイジェリア)
- FW バラル (2018年、 スペイン)
- DF ヨルディ・バイス (2019年、 オランダ)
- DF ジエゴ (2019年-2021年、 ブラジル)
- MF チャキット (2019年、 タイ)
- FW ウリンボエフ (2019年、 ウズベキスタン)
- DF ドゥシャン (2020年-2021年、 セルビア)
- MF クリスティアン・バトッキオ (2021年、 アルゼンチン、 イタリア)
- DF カカ (2021年-2023年、 ブラジル)
- FW ムシャガ・バケンガ (2021年-2022年、 ノルウェー、 コンゴ民主共和国)
- GK ホセ・アウレリオ・スアレス (2022年-2024年、 スペイン)
- DF エウシーニョ (2022年-、 ブラジル)
- MF 玄理吾 (ヒョン・リオ) (2022年-、 韓国→日本)
- FW オリオラ・サンデー (2022年-2023年、 ナイジェリア)
- DF ルイズミ・ケサダ (2023年、 スペイン、 ドミニカ共和国)
- DF カイケ (2024年-、 ブラジル)
- FW チアゴ・アウベス (2024年、 ブラジル)
- FW トニー・アンデルソン (2025年-、 ブラジル)
- FW ローレンス・デイビット (2025年-、 ナイジェリア)
- FW ルーカス・バルセロス (2025年-、 ブラジル)
- FW ジョアン・ヴィクトル (2025年-、 ブラジル)

### 愛媛FC
- FW ジョジマール (2007年・2009年-2011年、 ブラジル)
- MF 金泰橪 (キム・テヨン) (2008年、 韓国)
- DF アライール (2009年-2010年・2012年-2013年、 ブラジル)
- DF チアゴ (2009年、 ブラジル)
- FW ドド (2009年、 ブラジル)
- FW ドウグラス (2010年、 ブラジル)
- FW 金信泳 (キム・シンヨン) (2011年、 韓国)
- MF トミッチ (2012年-2013年、 クロアチア)
- FW オズマール (2013年、 ブラジル)
- DF 韓熙訓 (ハン・ヒフン) (2013年-2014年、 韓国)
- DF 金旼弟 (キム・ミンジェ) (2014年、 韓国)
- FW 文棟柱 (ムン・ドンジュ) (2014年、 韓国)
- FW リカルド・ロボ (2014年、 ブラジル)
- GK 朴成洙 (パク・ソンス) (2015年-2020年、 韓国)
- DF 朴璨鎔 (パク・チャニョン) (2015年-2016年、 韓国)
- DF 姜潤求 (カン・ユング) (2015年、 韓国)
- MF 朴光一 (パク・カンイル) (2016年、 韓国)
- MF 鞠楓 (きく・ふう) (2017年、 中国)
- MF 禹相皓 (ウ・サンホ) (2018年-2019年、 韓国)
- DF ユトリッチ (2019年、 オーストリア)
- MF シシーニョ (2020年、 スペイン)
- FW ベン・ダンカン (2023年-、 オーストラリア)
- DF カン・ソンチャン (2024年、 韓国)
- DF 朴虔佑 (パク・ゴヌ) (2024年-2025年、 韓国)
- DF ユ・イェチャン (2024年-2025年、 韓国)
- MF エカニット・パンヤ (2025年-、 タイ)
- FW アルトゥール・ヴィアナ (2025年-、 ブラジル)
- DF マルセル・スカレゼ (2025年-、 ブラジル)

### FC今治
- GK 李到炯 (イ・ドヒョン) (2020年-2022年、 韓国)
- DF 丁翰澈 (チョン・ハンチョル) (2020年-2021年、 韓国)
- FW レオ・ミネイロ (2020年-2021年、 ブラジル)
- FW 陳祥煜 (チェン・シャンユ) (2020年、 中国)
- FW 梁賢柱 (リャン・ヒョンジュ) (2021年、朝鮮)
- DF オスカル・リントン (2021年、 パナマ)
- FW バルデマール (2021年、 ギニアビサウ)
- MF 朴秀彬 (パク・スビン) (2022年-2023年、 韓国)
- FW モハメド・アダム (2022年、 オーストラリア、 スーダン)
- FW マルクス・ヴィニシウス (2022年-、 ブラジル)
- FW ラルフ・セウントイェンス (2022年-2023年、 オランダ)
- FW フィリップ・ピシュチェク (2022年-2023年、 ポーランド)
- GK セランテス (2023年-2024年、 スペイン)
- FW ドゥドゥ (2023年、 ブラジル)
- FW ヴィニシウス・アラウージョ (2023年、 ブラジル)
- MF トーマス・モスキオン (2024年、 アルゼンチン)
- FW アンジェロッティ (2024年、 ブラジル)
- MF 宁方泽 (ニン・フォンゾン) (2024年、 中国)
- FW ウェズレイ・タンキ (2024年-、 ブラジル)
- DF 李英俊 (イ・ヨンジュン) (2025年-、 韓国)
- DF ダニーロ (2025年-、 ブラジル)
- MF ヴィニシウス・ディニス (2025年-、 ブラジル)
- MF パトリッキ・ヴェロン (2025年-、 ブラジル)

### 高知ユナイテッドSC
- DF カン・ソンチャン (2025年-、 韓国)
- MF 朴勢己 (パク・セギ) (2025年-、朝鮮)
- GK アルナウ (2025年-、 スペイン)

## 九州

### アビスパ福岡
- MF トログリオ (1995年-1996年、 アルゼンチン)
- MF マラドーナ (1995年-1996年、 アルゼンチン)
- DF マジョール (1994年-1996年、 アルゼンチン)
- FW バエス (1996年、 パラグアイ)
- MF カラセード (1997年、 スペイン、 アルゼンチン)
- MF リエップ (1997年、 アルゼンチン)
- DF バスケス (1997年、 アルゼンチン)
- FW ロッシ (1997年、 アルゼンチン)
- MF パブロ (1997年-1998年、 スペイン)
- FW オビク (1997年-1998年、 ナイジェリア)
- MF マルコス (1998年、 ブラジル)
- MF フェルナンド (1998年-1999年、 ブラジル)
- DF ボージョヴィッチ (1998年、 ユーゴスラビア)
- FW デュカノヴィッチ (1998年、 ユーゴスラビア)
- DF ヴィジャマジョール (1998年-1999年、 パラグアイ)
- MF マスロバル (1999年、 ユーゴスラビア)
- MF ラニエリ (1999年、 ブラジル)
- FW モントージャ (2000年、 アルゼンチン)
- MF バデア (2000年-2001年、 ルーマニア)
- DF サンドナ (2000年、 アルゼンチン)
- MF ビスコンティ (2000年-2001年・2002年、 アルゼンチン)
- FW ヴィラジョンガ (2001年、 アルゼンチン)
- MF アレホ (2001年、 アルゼンチン)
- FW ビアージョ (2001年、 アルゼンチン)
- MF 盧廷潤 (ノ・ジョンユン) (2001年-2002年、 韓国)
- FW アレン (2002年、 ボスニア・ヘルツェゴビナ)
- DF サボ (2002年、 ユーゴスラビア)
- DF セルジオ (2003年、 ブラジル)
- FW ベンチーニョ (2003年-2004年、 ブラジル)
- MF アレックス (2003年-2007年、 ブラジル)
- MF ホベルト (2004年-2006年、 ブラジル)
- FW エジウソン (2004年-2005年、 ブラジル)
- FW グラウシオ (2005年-2006年、 ブラジル)
- FW バロン (2006年、 ブラジル)
- FW アレシャンドレ (2006年、 ブラジル)
- FW リンコン (2007年、 ブラジル)
- FW ハファエル (2007年、 ブラジル)
- DF チェッコリ (2007年、 オーストラリア)
- DF ルダン (2008年、 オーストラリア)
- MF タレイ (2008年、 オーストラリア)
- FW グリフィス (2008年、 オーストラリア)
- MF ウェリントン (2009年、 ブラジル)
- DF 孫正倫 (ソン・ジョンリュン) (2009年-2012年、朝鮮)
- FW アレックス (2009年、 ブラジル)
- DF 李鍾民 (イ・ジョンミン) (2010年-2011年、 韓国)
- DF 金旼弟 (キム・ミンジェ) (2011年-2013年、 韓国)
- FW ハマゾッチ (2011年、 ブラジル)
- DF 呉昌炫 (オ・チャンヒョン) (2012年・2013年-2014年、 韓国)
- FW サミル (2012年、 ブラジル)
- FW オズマール (2012年-2013年、 ブラジル)
- DF 朴建 (パク・ゴン) (2013年-2015年、 韓国)
- MF 張庭源 (ジャン・ジョンウォン) (2013年-2014年、 韓国)
- GK 金永基 (キム・ヨンギ) (2013年、 韓国)
- FW プノセバッチ (2013年-2014年、 セルビア)
- DF 李光善 (イ・グァンソン) (2014年-2015年、 韓国)
- MF タム・シイアンツン (2014年、 マレーシア)
- DF 高准翼 (コ・ジュンイ) (2015年、 中国)
- FW ウェリントン (2015年-2017年・2023年-、 ブラジル)
- MF モイゼス (2015年、 ブラジル)
- GK 李範永 (イ・ボムヨン) (2016年、 韓国)
- DF 金炫訓 (キム・ヒョヌン) (2016年、 韓国)
- MF ダニルソン (2016年-2017年、 コロンビア)
- MF ジウシーニョ (2017年、 ブラジル)
- FW ウィリアン・ポッピ (2017年、 ブラジル)
- DF 元斗才 (ウォン・ドゥジェ) (2017年-2019年、 韓国)
- DF エウレー (2017年-2018年、 ブラジル)
- MF 兪仁秀 (ユ・インス) (2018年、 韓国)
- FW トゥーリオ・デ・メロ (2018年、 ブラジル、 フランス)
- FW ドゥドゥ(2018年、 ブラジル)
- FW レオミネイロ (2018年、 ブラジル)
- GK セランテス (2019年-2020年、 スペイン)
- FW フェリクス・ミコルタ (2019年、 コロンビア)
- FW 梁東炫 (ヤン・ドンヒョン) (2019年、 韓国)
- DF カルロス・グティエレス (2020年-2021年、 スペイン)
- DF エミル・サロモンソン (2020年-2021年、 スウェーデン)
- FW フアンマ・デルガド (2020年-2022年、 スペイン)
- DF ドウグラス・グローリ (2020年-2024年、 ブラジル)
- MF ジョルディ・クルークス (2021年-2022年、 ベルギー)
- FW ブルーノ・メンデス (2021年、 ブラジル)
- MF カウエ (2021年、 ブラジル)
- FW ジョン・マリ（2021年-2022年、 カメルーン）
- FW ルキアン (2022年-2023年、 ブラジル)
- FW ナッシム・ベン・カリファ (2024年-、 スイス)
- FW シャハブ・ザヘディ (2024年-、 イラン)
- DF 金文賢 (キム・ムンヒョン) (2025年-、 韓国)

### ギラヴァンツ北九州
- DF タチコ (2008年-2010年、 ブラジル)
- MF ウェリントン (2010年、 ブラジル)
- FW レオナルド (2010年-2012年、 ブラジル→日本)
- DF 金水連 (キム・スヨン) (2011年、 韓国)
- MF 呉勝録 (オ・スンロク) (2011年、 韓国)
- DF 金鐘必 (キム・ジョンピル) (2011年-2012年、 韓国)
- MF 安泳奎 (アン・ヨンギュ) (2013年、 韓国)
- FW 金東煕 (キム・ドンフィ) (2013年、 韓国)
- FW 南溢祐 (ナム・イルウ) (2013年、 韓国)
- MF 李根鎬 (イ・グノ) (2013年、 韓国)
- FW ロドリゴ (2016年、 ブラジル)
- MF 孫峻崗 (スン・ジュンガン) (2017年、 中国)
- DF 裵洙瑢 (ペ・スヨン) (2018年、 韓国)
- FW チョン・ウォンジェ (2018年、 韓国)
- FW ダヴィ (2018年、 ブラジル)
- FW フェホ (2018年、 ブラジル)
- DF ミケル・アグ (2023年、 ナイジェリア)
- FW エドゥアルド・メロ (2023年、 ブラジル)
- FW エボコ (2023年、 ナイジェリア)

### サガン鳥栖
- FW 朴永浩 (パク・ヨンホ) (1997年-2000年、 韓国)
- MF アンドレ (2000年、 ブラジル)
- MF ルシアノ (2000年、 ブラジル)
- GK ピント (2002年、 ブラジル→日本)
- MF ビスコンティ (2002年、 アルゼンチン)
- MF ジュニオール (2003年、 ブラジル)
- DF カブレリーゾ (2003年、 ブラジル)
- FW ジェフェルソン (2003年、 ブラジル)
- MF ジュニーニョ (2003年、 ブラジル)
- DF ペリクレス (2003年、 ブラジル)
- MF ビジュ (2005年、 ブラジル)
- FW アルレイ (2005年、 ブラジル)
- MF セーザ (2005年、 ブラジル)
- MF 尹晶煥 (ユン・ジョンファン) (2006年-2007年、 韓国)
- DF 金裕晋 (キム・ユジン) (2006年、 韓国)
- FW ジョズエ (2007年・2009年、 ブラジル)
- FW アンデルソン (2007年、 ブラジル)
- MF レオナルド (2007年-2008年、 ブラジル→日本)
- FW 金信泳 (キム・シンヨン) (2007年-2008年、 韓国)
- DF 朴炡慧 (パク・チョンヘ) (2008年、 韓国)
- FW トジン (2009年・2012年、 ブラジル)
- MF サムエル (2009年、 ブラジル)
- MF ホベルト (2009年、 ブラジル)
- DF 呂成海 (ヨ・ソンヘ) (2010年-2014年、 韓国)
- MF 金民友 (キム・ミヌ) (2010年-2016年、 韓国)
- MF 文周元 (ムン・ジュウォン) (2010年、 韓国)
- MF 朴庭秀 (パク・ジョンス) (2010年、 韓国)
- MF 金浩男 (キム・ホナム) (2010年、 韓国)
- DF 金明輝 (キン・ミョンヒ) (2011年、 韓国)
- MF 金秉析 (キム・ビョンスク) (2011年、 韓国)
- DF 金根煥 (キム・クナン) (2012年、 韓国)
- DF 金正也 (キム・ジョンヤ) (2013年、朝鮮)
- MF ジョナサン (2013年、 コロンビア)
- FW ロニ (2013年、 ブラジル)
- FW ディエゴ (2013年、 コロンビア)
- MF ニルソン (2013年、 ブラジル)
- DF 金敏爀 (キム・ミンヒョク) (2014年-2018年、 韓国)
- MF 崔誠根 (チェ・ソングン) (2014年-2016年、 韓国)
- MF 白星東 (ペク・ソンドン) (2015年-2016年、 韓国)
- FW ムスタファ・エル・カビル (2016年、 モロッコ、 オランダ)
- MF アイメン・タハール (2016年、 イングランド、 アルジェリア)
- DF フランコ・スブットーニ (2017年、 アルゼンチン)
- FW 趙東建 (チョ・ドンゴン) (2017年-2020年、 韓国)
- FW ビクトル・イバルボ (2017年-2019年、 コロンビア)
- DF 鄭昇炫 (チョン・スンヒョン) (2017年-2018年、 韓国)
- MF 安庸佑 (アン・ヨンウ) (2017年-2020年、 韓国)
- FW フェルナンド・トーレス (2018年-2019年、 スペイン)
- DF ジョアン・オマリ (2018年・2022年、 レバノン、 ドイツ)
- GK 金珉浩 (キム・ミノ) (2019年-2021年、 韓国)
- DF ニノ・ガロヴィッチ (2019年、 クロアチア)
- MF イサック・クエンカ (2019年、 スペイン)
- DF カルロ・ブルシッチ (2019年、 クロアチア)
- DF 朴正洙 (パク・ジョンス) (2019年-2020年、 韓国)
- FW チアゴ・アウベス (2019年-2020年、 ブラジル)
- DF エドゥアルド (2020年-2021年、 ブラジル)
- DF 王嘉楠 (ワン・ヂャイナン) (2020年、 中国)
- MF 梁勇基 (リャン・ヨンギ) (2020年-2021年、朝鮮)
- FW レンゾ・ロペス (2020年、 ウルグアイ)
- GK 朴一圭 (パク・イルギュ) (2020年-、 韓国→日本)
- DF 黄錫鎬 (ファン・ソッコ) (2021年-2023年、 韓国)
- FW オフォエドゥ (2021年、 ナイジェリア)
- FW ドゥンガ (2021年、 ケニア)
- GK 嚴叡勳 (オム・イェフン) (2021年-2023年、 韓国)
- DF 孫大河 (ソン・タイガ) (2022年、 韓国)
- DF ジエゴ (2022年、 ブラジル)
- DF 朴根武 (パク・ゴヌ) (2022年、 韓国)
- GK 高奉助（コ・ボンジョ） (2023年-2024年、 韓国)
- DF アンソニー・アクム (2023年、 ケニア)
- GK アルナウ (2024年-2025年、 スペイン)
- GK 李潤省 (イ・ユンソン) (2024年、 韓国)
- DF 金太鉉 (キム・テヒョン) (2024年、 韓国)
- FW ヴィニシウス・アラウージョ (2024年、 ブラジル)
- FW マルセロ・ヒアン (2024年、 ブラジル)
- MF ヴィキンタス・スリヴカ (2024年-、 リトアニア)
- MF ジャジャ・シルバ (2024年、 ブラジル)
- GK 梁韓彬 (ヤン・ハンビン) (2025年、 韓国)
- MF クリスティアーノ (2025年-、 ブラジル)
- FW ジョー (2025年-、 ブラジル)

### V・ファーレン長崎
- DF FG舞行龍ジェームズ (2012年-2013年、 ニュージーランド→日本)
- DF 呉昌炫 (オ・チャンヒョン) (2013年、 韓国)
- DF 趙民宇 (チョ・ミヌ) (2013年・2015年-2016年、 韓国)
- MF 鄭薫聖 (チョン・フンソン) (2013年-2014年、 韓国)
- MF 李大憲 (イ・デホン) (2014年、 韓国)
- DF クネズ (2014年-2015年、 セルビア)
- FW 李勇載 (イ・ヨンジェ) (2014年-2015年、 韓国)
- MF スティッペ (2014年-2015年、 クロアチア)
- DF 李栄直 (リ・ヨンジ) (2015年-2016年、朝鮮)
- DF 朴亨鎮 (パク・ヒョンジン) (2016年、 韓国)
- FW ロドリゴ (2016年、 ブラジル)
- MF 白星東 (ペク・ソンドン) (2016年、 韓国)
- FW フアンマ・デルガド (2017年-2018年・2023年-、 スペイン)
- MF ミゲル・パジャルド (2017年、 スペイン)
- GK 宋映旻 (ソン・ヨンミン) (2017年、 韓国)
- FW ベン・ハロラン (2018年、 オーストラリア)
- DF 崔圭伯 (チェ・キュベック) (2018年-2019年、 韓国)
- DF ヨルディ・バイス (2018年、 オランダ)
- FW ハイロ・モリージャス (2018年-2019年、 スペイン)
- DF 李尚珉 (イ・サンミン) (2019年、 韓国)
- FW 李宗浩 (イ・ジョンホ) (2019年、 韓国)
- MF カイオ・セザール (2019年-2023年、 ブラジル)
- FW ビクトル・イバルボ (2019年-2022年、 コロンビア)
- DF フレイレ (2020年-2021年、 ブラジル)
- MF ルアン (2020年-2021年、 ブラジル)
- FW エジガル・ジュニオ (2020年-、 ブラジル)
- MF ウェリントン・ハット (2021年、 ブラジル)
- FW クリスティアーノ (2022年-2023年、 ブラジル)
- DF カイケ (2022年-2023年、 ブラジル)
- FW クレイソン (2022年-2023年、 ブラジル)
- DF ヴァウド (2023年-、 ブラジル)
- GK ルカ・ラドティッチ (2023年-、 セルビア)
- MF マルコス・ギリェルメ (2023年-、 ブラジル)
- DF カルロス・グティエレス (2023年、 スペイン)
- MF マテウス・ジェズス (2023年-、 ブラジル)
- DF エドゥアルド (2025年-、 ブラジル)
- MF エメルソン (2025年-、 ブラジル)

### ロアッソ熊本
- MF 權錫根 (クォン・ソックン) (2008年、 韓国)
- MF 呉敏錫 (オ・ミンソ) (2008年、 韓国)
- FW 朴相太 (パク・サンテ) (2008年、 韓国)
- DF 車智鎬 (チャ・ジホ) (2008年-2009年、 韓国)
- DF 趙成眞 (チョ・ソンジン) (2009年-2011年、 韓国)
- MF ファビオ (2010年-2014年、 ブラジル)
- FW ターレス (2010年、 ブラジル)
- MF エジミウソン (2011年、 ブラジル)
- MF イヴァン (2011年、 ブラジル)
- FW 宋仁榮 (ソン・イニョン) (2011年、 韓国)
- FW 崔根植 (チェ・クンシク) (2012年、 韓国)
- DF ジェフェルソン (2013年、 ブラジル)
- MF ドゥグラス (2013年、 ブラジル)
- DF 盧亨求 (ノ・ヒョング) (2013年、 韓国)
- FW ウーゴ (2013年、 ブラジル)
- MF パブロ (2013年-2014年、 ブラジル)
- MF 金廷錫 (キム・ジョンソク) (2014年、 韓国)
- FW 鄭民奕 (ジョン・ミンヒョク) (2014年、 韓国)
- MF 金炳延 (キム・ビョンヨン) (2014年-2015年、 韓国)
- FW アンデルソン (2014年-2016年、 ブラジル)
- DF 權韓眞 (クォン・ハンジン) (2015年、 韓国)
- MF 金泰橪 (キム・テヨン) (2016年、 韓国)
- DF 林珍佑 (イム・ジンウ) (2017年-2018年、 韓国)
- DF 梁相準 (ヤン・サンジュン) (2017年-2018年、 韓国)
- FW 安柄俊 (アン・ビョンジュン) (2017年-2018年、朝鮮)
- FW グスタボ (2017年、 ブラジル)
- FW モルベッキ (2017年、 ブラジル)
- DF ジュニオール (2017年、 ブラジル)
- DF レオ・ケンタ (2021年-2022年、 ブラジル)
- MF ターレス (2021年-2022年、 ブラジル)
- FW ベ・ジョンミン (2024年-、 韓国)
- DF 李泰河 (リ・テハ) (2025年-、 朝鮮民主主義人民共和国)

### 大分トリニータ
- MF 崔大植 (チェ・デシク) (1996年-1999年、 韓国)
- FW ウィル (1998年-2000年・2003年、 ブラジル)
- FW アレックス (1999年、 ブラジル)
- MF エドウィン (1999年、 カメルーン)
- MF シジクレイ (2000年、 ブラジル)
- FW ヴァルディネイ (2000年、 ブラジル)
- FW アンドラジーニャ (2000年・2002年-2003年、 ブラジル)
- MF アンドレ (2000年、 ブラジル)
- MF ルシアノ (2000年・2001年、 ブラジル)
- FW レアンドロ (2001年、 ブラジル)
- FW ベンチーニョ (2001年、 ブラジル)
- FW クビツァ (2001年、 ポーランド)
- DF スターレンス (2001年、 ベルギー)
- MF 崔文植 (チェ・ムンシク) (2001年、 韓国)
- GK ピント (2001年・2003年、 ブラジル→日本)
- DF サンドロ (2002年-2004年、 ブラジル)
- MF マルセロ (2002年、 ブラジル)
- MF ファビーニョ (2002年、 ブラジル)
- MF 金聖吉 (キム・ソンギル) (2002年-2003年、 韓国)
- MF ロドリゴ (2003年、 ブラジル)
- FW ロブソン (2003年、 ブラジル)
- FW 金東炫 (キム・ドンヒョン) (2003年、 韓国)
- MF エジミウソン (2003年・2005年-2009年、 ブラジル)
- MF リチャード・ビチュヘ (2004年、 オランダ)
- FW マグノ・アウベス (2004年-2005年、 ブラジル)
- DF パトリック (2004年-2005年、 オランダ)
- FW ドド (2005年、 ブラジル)
- MF トゥーリオ (2005年-2006年、 ブラジル)
- FW オズマール (2006年、 ブラジル)
- FW ラファエル (2006年、 ブラジル)
- DF プラチニ (2006年-2007年、 ブラジル)
- MF アウグスト (2007年、 ブラジル)
- MF ジュニオール・マラニョン (2007年、 ブラジル)
- FW セルジーニョ (2007年、 ブラジル)
- MF ホベルト (2007年-2009年、 ブラジル)
- FW ウェズレイ (2008年-2009年、 ブラジル)
- MF フェルナンジーニョ (2009年、 ブラジル)
- FW 崔正漢 (チェ・ジョンハン) (2009年-2014年、 韓国)
- DF 張敬珍 (チャン・ギョンジン) (2010年、 韓国)
- MF 金甫炅 (キム・ボギョン) (2010年、 韓国)
- MF 姜成浩 (カン・ソンホ) (2010年-2011年、朝鮮)
- FW 李東明 (イ・ドンミョン) (2011年-2012年、 韓国)
- DF 金昶訓 (キム・チャンフン) (2012年、 韓国)
- MF 金楨鉉 (キム・ジョンヒョン) (2012年-2015年、 韓国)
- GK 金永基 (キム・ヨンギ) (2013年、 韓国)
- MF ロドリゴ・マンシャ (2013年、 ブラジル)
- DF 姜潤求 (カン・ユング) (2014年、 韓国)
- MF ジョナサン (2014年、 コロンビア)
- FW ラドンチッチ (2014年、 モンテネグロ)
- DF ダニエル (2014年-2016年、 ブラジル)
- FW エヴァンドロ (2015年、 ブラジル)
- FW ムリロ・アルメイダ (2015年、 ブラジル、 東ティモール)
- MF フェリペ (2015年、 ブラジル、 東ティモール)
- FW パウリーニョ (2015年-2016年、 ブラジル)
- MF 黄誠秀 (ファン・ソンス) (2016年-2018年、朝鮮)
- FW 金東煜 (キム・ドンウク) (2016年、 韓国)
- FW キリノ (2016年、 ブラジル、 東ティモール)
- MF シキーニョ (2017年、 ブラジル)
- GK 文慶建 (ムン・キョンゴン) (2017年-2020年・2024年-、 韓国)
- DF 林承謙 (イム・スンギョム) (2018年、 韓国)
- DF ウイリアン (2018年、 ブラジル)
- MF ティティパン (2019年、 タイ)
- DF エンリケ・トレヴィザン (2021年、 ブラジル、 イタリア)
- DF ペレイラ (2021年-、 ブラジル)
- MF エドゥアルド・ネット (2022年、 ブラジル)
- FW サムエル (2022年-2024年、 ブラジル)
- GK テイシェイラ (2023年、 ブラジル)
- DF デルラン (2023年-、 ブラジル)
- FW 金賢祐 (キム・ヒョンウ) (2024年-2025年、 韓国)

### テゲバジャーロ宮崎
- FW サミュエル (2018年-2021年、 ナイジェリア)
- GK 李忠洹 (イ・チュンウォン) (2025年-、 韓国)
- DF キム・ゴンヨン (2025年-、 韓国)

### 鹿児島ユナイテッドFC
- FW ネナド・ジヴコヴィッチ (2015年-2016年、 セルビア)
- FW シティチョーク・パソ (2017年、 タイ)
- MF 羅誠洙 (ナ・ソンス) (2017年、 韓国)
- FW ドリアン・バブンスキー (2017年、 スペイン、 北マケドニア)
- GK 安俊洙 (アン・ジュンス) (2018年-2019年、 韓国)
- FW アレックス (2018年、 ブラジル)
- FW キリノ (2018年、 ブラジル、 東ティモール)
- MF ウイリアン (2019年、 ブラジル)
- FW 韓勇太 (ハン・ヨンテ) (2019年、 北朝鮮)
- MF ニウド (2019年-2020年、 ブラジル)
- DF 延済民 (ヨン・ジェミン) (2019年、 韓国)
- FW ルカオ (2019年-2020年、 ブラジル)
- FW ジョン・ガブリエル (2020年、 ブラジル)
- DF フォゲッチ (2020年-2021年、 ブラジル)
- DF ジェルソン (2021年、 ブラジル)
- DF ウェズレイ (2021年-2023年、 ブラジル)
- FW グスタヴォ (2021年、 ブラジル)
- GK 大野哲煥 (オオノ・チョルファン) (2024年、 韓国)
- DF ヘナン (2025年-、 ブラジル)
- MF ジョアオ (2025年-、 ブラジル)
- FW アンジェロッティ (2025年-、 ブラジル)

### FC琉球
- MF ワンザック (2013年-2014年、 マレーシア)
- MF マック (2015年、 ブルキナファソ)
- MF 朴利基 (パク・リキ) (2015年-2018年、朝鮮)
- GK 朴一圭 (パク・イルギュ) (2016年-2018年、 韓国)
- MF フアン (2016年、 ブラジル)
- FW パブロ (2016年、 ブラジル)
- FW レオナルド (2016年、 ブラジル)
- MF 崔炳吉 (チェ・ビョンギル) (2017年-2018年、 韓国)
- MF 姜周光 (カン・ジュガン) (2017年、 韓国)
- DF キム・ヒョンボム (2017年、 韓国)
- GK 李京泰 (イ・キョンテ) (2017年、 韓国)
- MF 金成純 (キム・ソンスン) (2018年-2019年、朝鮮)
- FW カルボン (2018年、 ノルウェー)
- GK ダニー・カルバハル (2019年-2023年、 コスタリカ)
- MF ハモン (2019年-2020年・2021年、 ブラジル)
- DF ダニエル・サンチェス (2019年-2020年、 ポルトガル、 ブラジル)
- DF フェリペ・タヴァレス (2020年-2021年、 ブラジル)
- DF 李栄直 (リ・ヨンジ) (2020年-2022年、朝鮮)
- MF イ・チソン (2020年、 韓国)
- FW シティチョーク・パソ (2021年-2022年、 タイ)
- FW ヴィニシウス・ドスサントス (2021年-2022年、 ブラジル)
- MF ファム・バン・ルアン (2022年、 ベトナム)
- MF ブー・ホン・クアン (2022年、 ベトナム)
- MF ケルヴィン (2022年-2023年、 ブラジル)
- MF アレックス・バレラ (2022年、 スペイン)
- FW サダム・スレイ (2022年-2023年、 ガーナ)
- GK 田志玩 (ジョン・ジワン) (2023年-2024年、 韓国)
- DF 曺恩粹 (チョ・ユンス) (2023年-、 韓国)
- GK 朴成洙 (パク・ソンス) (2024年、 韓国)
- MF ノ・スンギ (2024年、 韓国)